# Берестин
Берестин (до 1922 року — Костянтиноград, у 1922—2024 — Красноград) — місто в Україні, адміністративний центр Красноградської міської громади та Берестинського району Харківської області.

## Географія й основні відомості
Берестин розташований за 100 км на південний захід від обласного центру, на вододільному плато, що круто спускається до правобережжя долини річки Берестової (загальний схил поверхні спостерігається з північного сходу на південний захід у бік річки). На протилежному березі річки розташоване село Наталине, з північного боку місто межує з селом Піщанка. Через місто пролягають автошлях міжнародного значення М18E105 та залізничні лінії на Дніпро, Харків, Полтаву, Лозову. У місті розташована вузлова залізнична станція Берестин.
Клімат — помірно континентальний. Середньомісячна температура січня — −7,2 °C, липня — +20,8 °C. Абсолютний максимум — +37 °C, мінімум — −35 °C. Середньорічна кількість опадів — 536 мм.
Площа міста — 1355 га, з них 58 % забудовано.

## Історія

### Запорозька Січ
Наприкінці XVI століття Запорозька Січ мала військово-адміністративний уклад. До складу території козацької держави входили величезні простори степової України, включаючи укріплене поселення на теренах сучасного Берестина, яке у другій половині XVII сторіччя мало назву Пархомові Байраки. Назву «пархомові» поселення отримало на честь Пархома — сотника Полтавського полку, який його очолював. «Байрак» (тур. buyrak) турецькою мовою означає яр, урвище або балка. У 1686 році Пархомові Байраки — козацьке укріплене напіввійськове поселення на території сучасного Берестина у складі Запорозької Січі перейшло під протекторат Московського царства. Саме на цих укріпленнях пізніше буде заснована десята фортеця Української лінії, яку назвуть Бельовська фортеця.

### Бельовська фортеця
Бельовська фортеця заснована як десята фортеця у складі оборонних укріплень Української лінії у 1731 році, яка проходила сучасними територіями Харківської та Дніпропетровської областей. Українська оборонна лінія була збудована за наказом російської імператриці Анни Іоанівни. Бельовська фортеця стала першою спорудою прийдешнього міста. Фортецю було закладено 11 серпня 1731 року, завершилось будівництво 20 жовтня 1733 року. Свою назву фортеця отримала від міста Бельов, звідки прибув гарнізон. З часом навколо Бельовської фортеці розрослось містечко, яке у народі мало назву містечко при Бельовській фортеці.

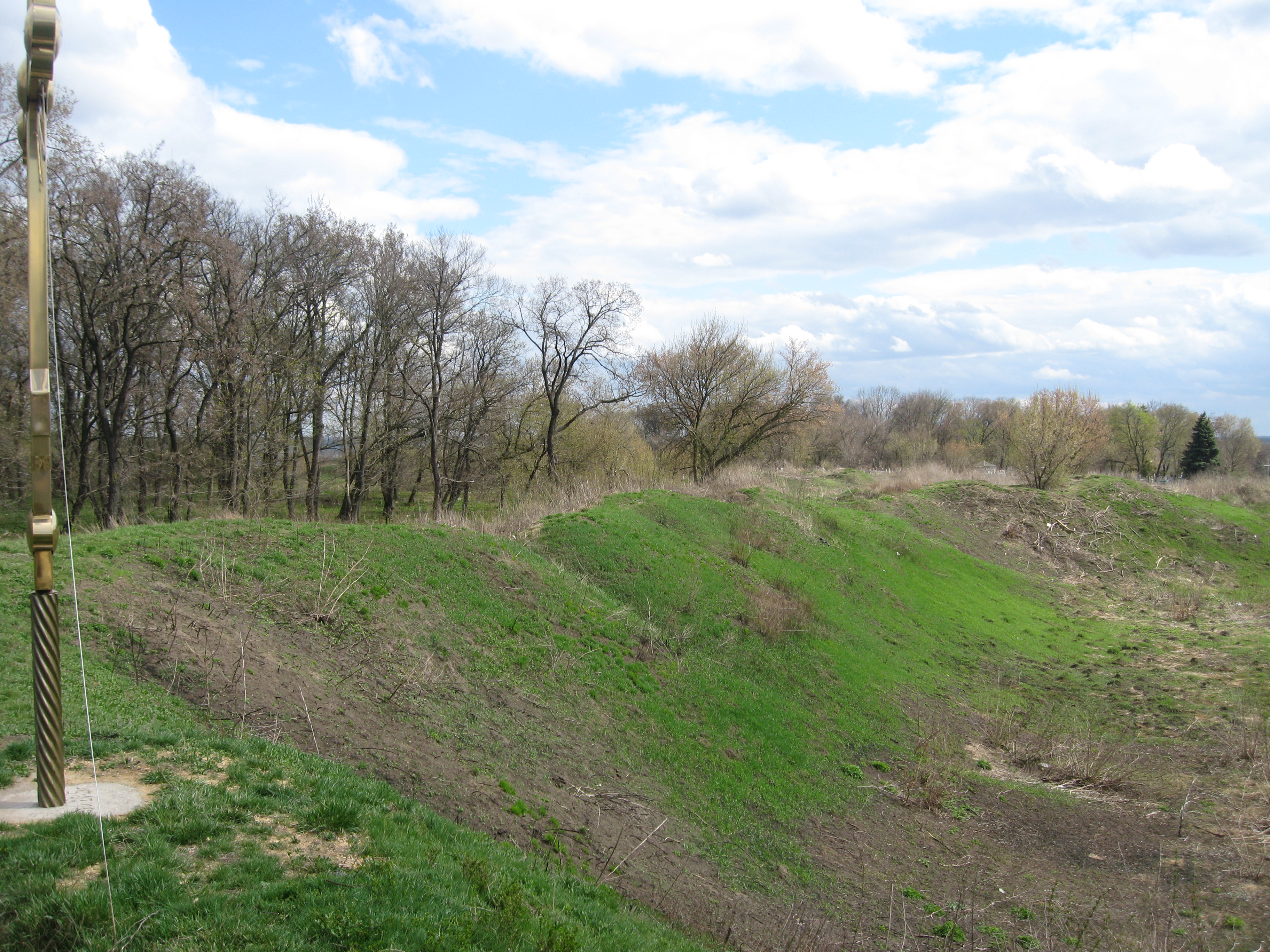
Бельовська фортеця Української лінії
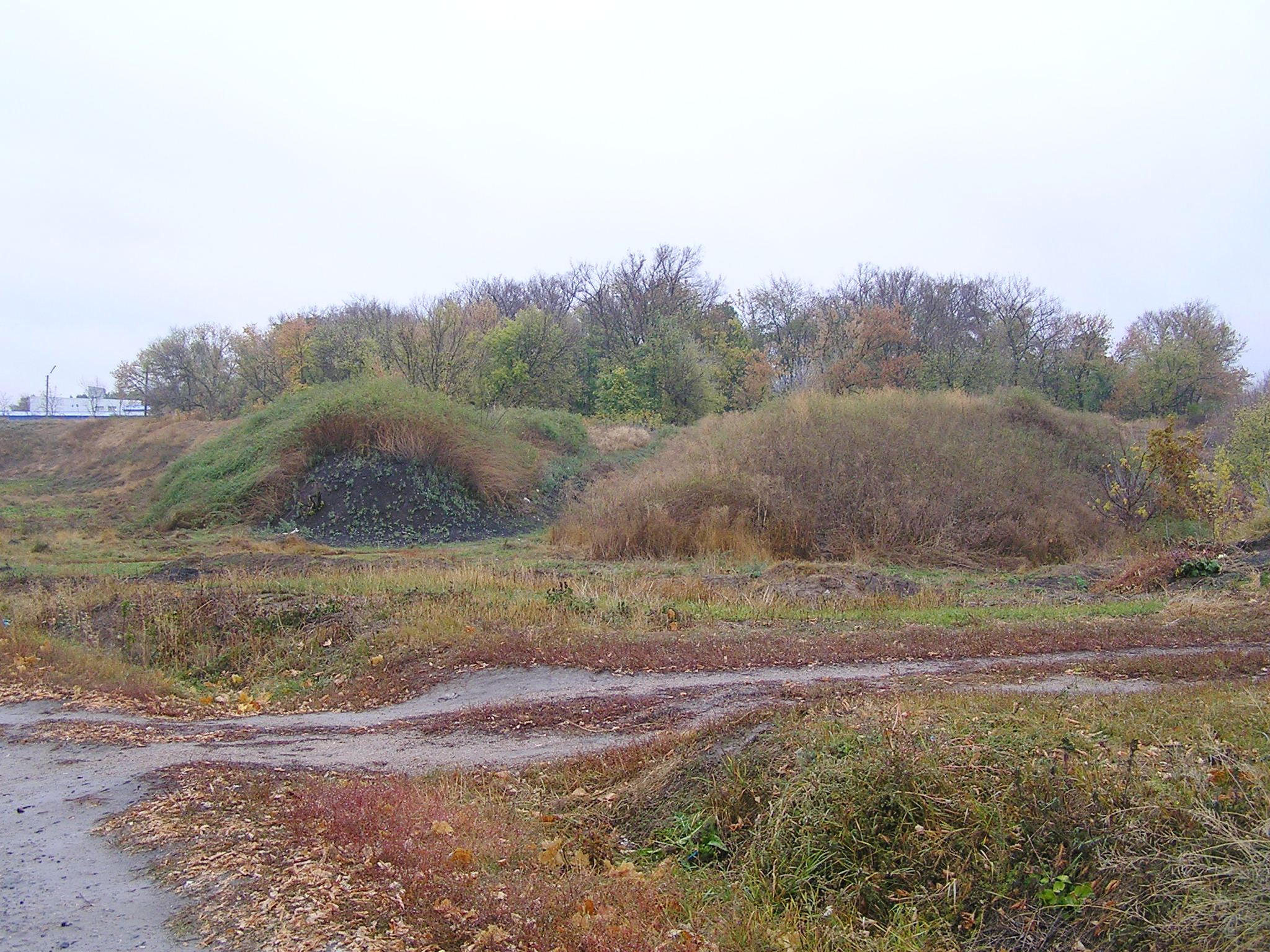
Бельовська фортеця

Імператорським указом від 14 лютого 1775 року було створено Азовську губернію у складі Катерининської і Бахмутської провінцій із центром у місті-фортеці Бельовській. Катерининську провінцію було розширено землями Азова і Таганрога, Війська Донського та Дніпровської лінії, Кінбурна із землями між Бугом і Дніпром. Бахмутська провінція складалася з Бахмутського повіту і Слов'яносербії. Проведена ревізія 1775 року чоловічого населення Катерининської провінції у віці від 17 років зареєструвала 64 503 осіб. На запорізьких землях, включених до складу Азовської губернії, було обліковано 36 574 чоловік: 21 728 чоловіків і 14 846 жінок. Населення проживало у 27 хуторах та 833 зимівниках.

### Костянтиноград
У 1742—1759 роках велася «Метрична книга церкви Святого Іоанна Богослова м-ка Костянтиноград» (ЦДІАК, Ф.224, Оп.1, Спр.555).
У 1782 році було створено документ
«Листування губернатора Норова з різними особами … про відправку учнів из Харківського колегіуму до Константинограду» (ЦДІАК, Ф. 1709, Оп. 2, Спр. 383).
У 1784 року повз містечко при Бельовській фортеці проїздила російська імператриця Катерина II. За легендою, вона зупинилась у місті та саме в цей час дізналася про народження свого онука Костянтина. За наказом Імператриці містечку надано статус міста та названо на честь онука Костянтиноградом.

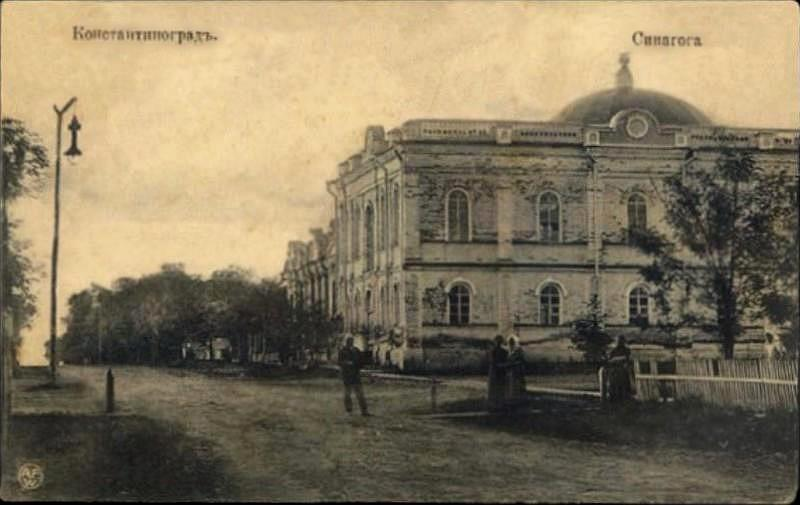
Зруйнована синагога під час окупації міста

Станом на середину XIX століття в Костянтинограді проживало 2289 осіб, було 2 кам'яні храми, 4 цегляні будинки й 326 дерев'яних. 1842 року для міста було затверджено герб: на зеленому щиті — план Бельовської фортеці, під ним — постать воїна з кривою шаблею.
Наприкінці XIX століття в місті проживало 3258 осіб (1696 чоловічої статі та 1562 — жіночої), налічувалося 935 дворових господарств, були 3 православні церкви, лютерано-німецька кірха, синагога, лікарня, повітове, парафійна та німецька школи, поштова станція, налічувалось 27 промислових підприємств, відбувалося 5 ярмарків на рік, були базари.

### Красноград

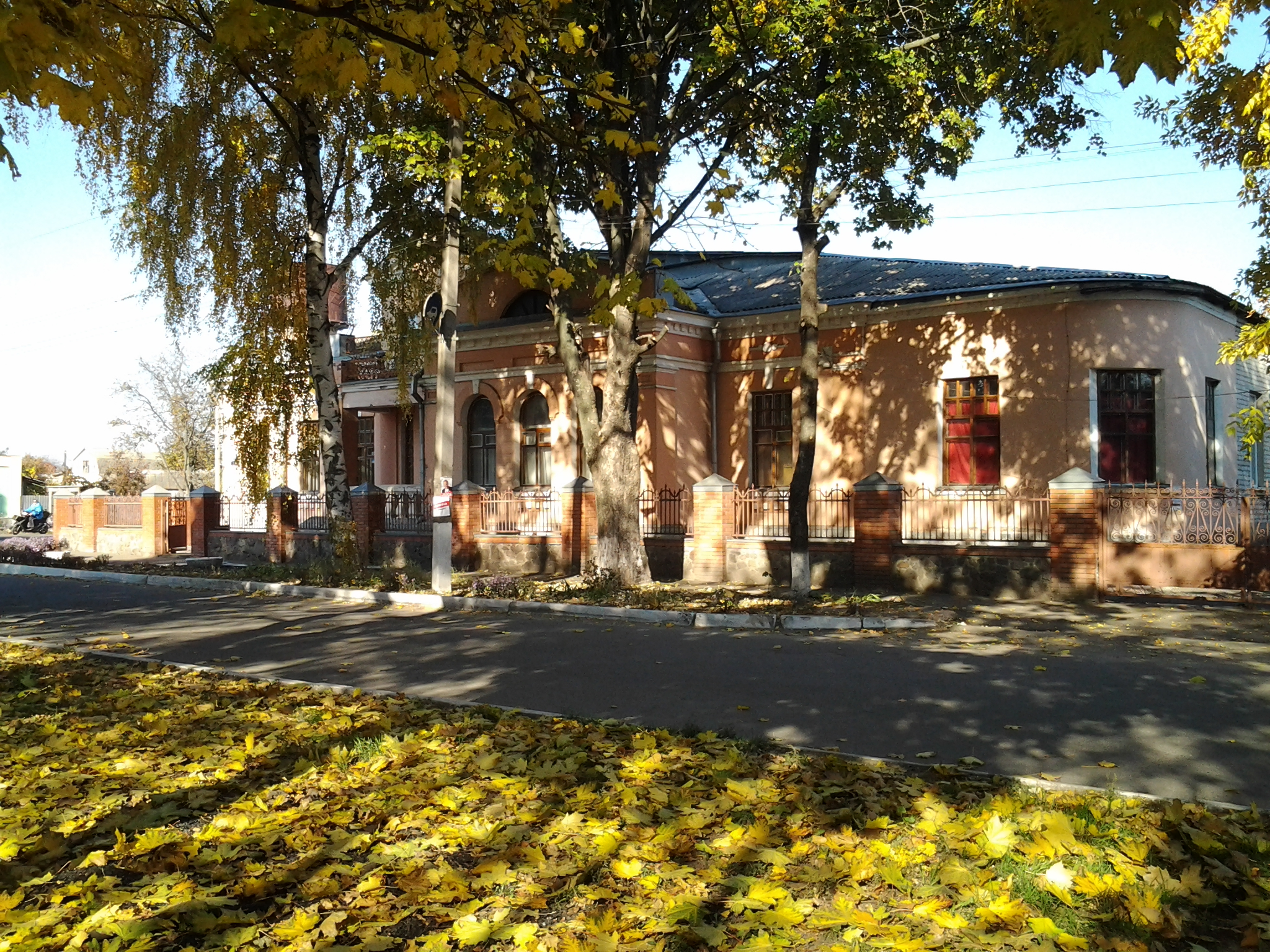
Будинок Р. Ф. Шиндлера (сучасне використання — Берестинський краєзнавчий музей ім. П. Д. Мартиновича)

26 березня 1923 року Полтавський губернський виконком ухвалив постанову Костянтиноградського повітового виконкому від листопада 1922 року перейменувати місто й повіт на Красноград та Красноградський.
У грудні 1922 року місто нагороджено орденом Трудового Червоного Прапора УРСР. Високу нагороду трудящим вручив голова Всеукраїнського Центрального виконавчого комітету Григорій Петровський.
У 1923—1932 роках разом з назвою Красноград вживали й українізований варіант Червоноград.

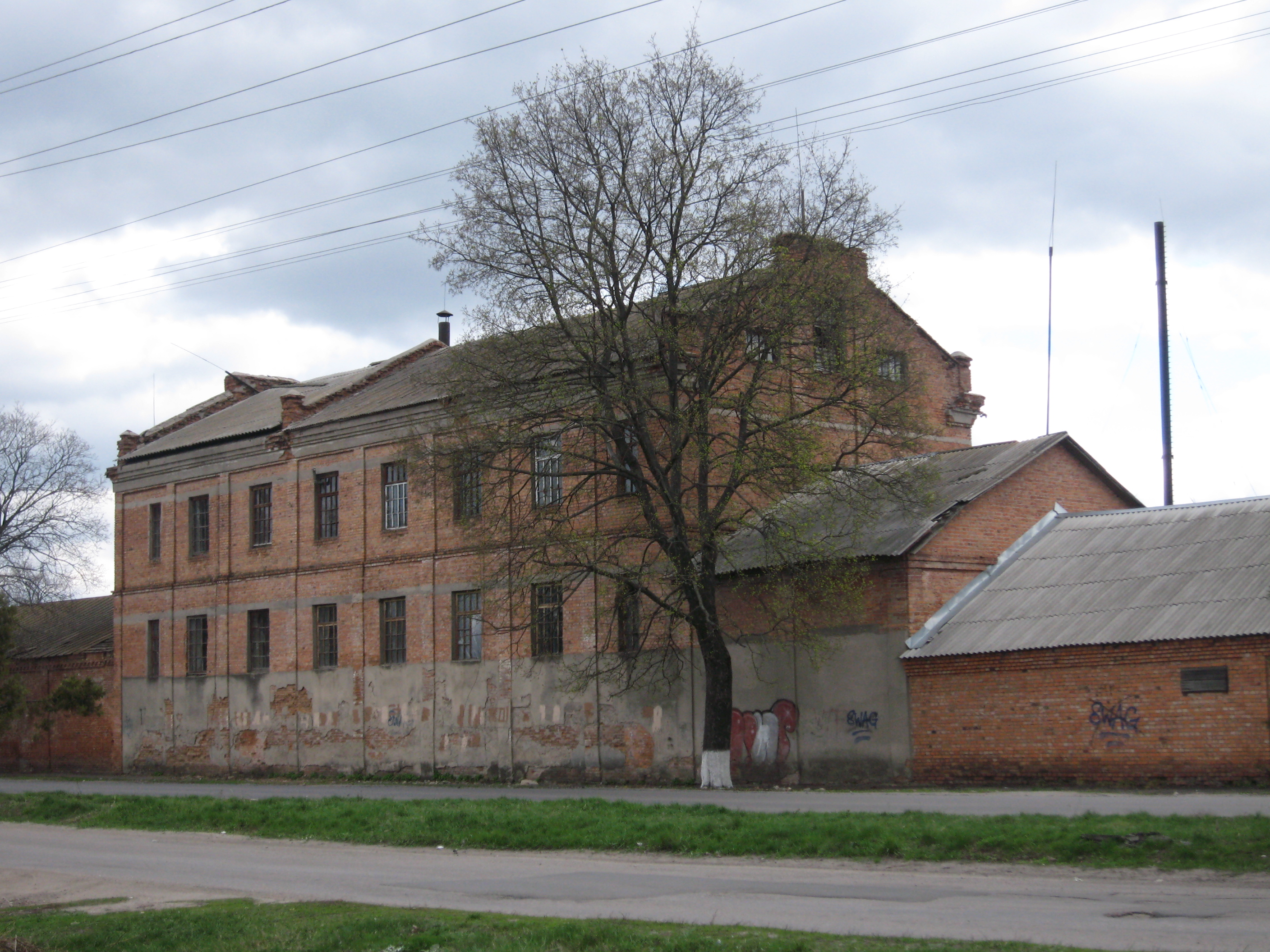
Олійний завод (маслобійня) на вул. Історичній, 2 (краєвид з вул. Харківської). Колишня харчосмакова фабрика (нині — олійний завод з китайськими інвестиціями)

7 березня 1923 року у Полтавській губернії утворена Красногра́дська (іноді ще Червоногра́дська) окру́га займала 1113 квадратних верств (1266,66 км2) з населенням 49 048 осіб. 12 квітня 1923 року ВУЦВК затвердив поділ Української РСР на 53 округи та 706 районів. Красноградську округу ліквідовано 15 червня 1925 постановою ВУЦВК від 3 червня 1925 року. Хоча з 1923 року місто було перейменоване на Красноград, проте до 1964 року назва залізничної станції Костянтиноград в місті залишалася.
9 лютого 1932 року ВУЦВК затвердив постанову створити в УСРР п'ять областей: Харківську, Вінницьку, Київську, Одеську та Дніпропетровську. Землі колишньої Полтавської губернії розділили між Харківською, Дніпропетровською та Київською областями. Красноградський район увійшов до Харківської.
Під час організованого радянською владою Голодомору 1932—1933 років померло щонайменше 1062 жителі міста.
Нацистські війська вступили до міста 7 жовтня 1941 року. Радянські частини вибили нацистські війська з Краснограда 19 вересня 1943 року.

### Берестин
3 квітня 2024 року Комітет Верховної Ради України з питань організації державної влади, місцевого самоврядування, регіонального розвитку та містобудування підтримав перейменування міста на Берестин, а 19 вересня 2024 року Верховна Рада України ухвалила рішення про перейменування міста й району. 26 вересня 2024 року перейменування набуло чинності.

## Населення
Населення станом на 1 січня 1992 року становило 27,6 тис. осіб. Проти 1979 року чисельність населення зменшилося на 17,9 пунктів.

### Національний склад
Розподіл населення за національністю за даними перепису 2001 року:
| Національність  | Відсоток |
| --------------- | -------- |
| українці        | 79,69 %  |
| росіяни         | 18,49 %  |
| білоруси        | 0,54 %   |
| вірмени         | 0,21 %   |
| азербайджанці   | 0,17 %   |
| татари          | 0,14 %   |
| грузини         | 0,11 %   |
| інші/не вказали | 0,65 %   |

### Мова
Розподіл населення за рідною мовою за даними перепису 2001 року:
| Мова                | Відсоток |
| ------------------- | -------- |
| українська          | 77,78 %  |
| російська           | 21,52 %  |
| інші/не визначилися | 0,7 %    |

## Економіка
Основна галузь економіки міста — промисловість: газовидобувна (представлена підприємством Укргазвидобування). Місто газифіковане мережним і зрідженим газом.

## Транспорт
Через місто пролягають автошлях міжнародного значення М18E105 Харків — Сімферополь та залізничні лінії у напрямку Дніпра, Харкова, Полтави та Лозової.

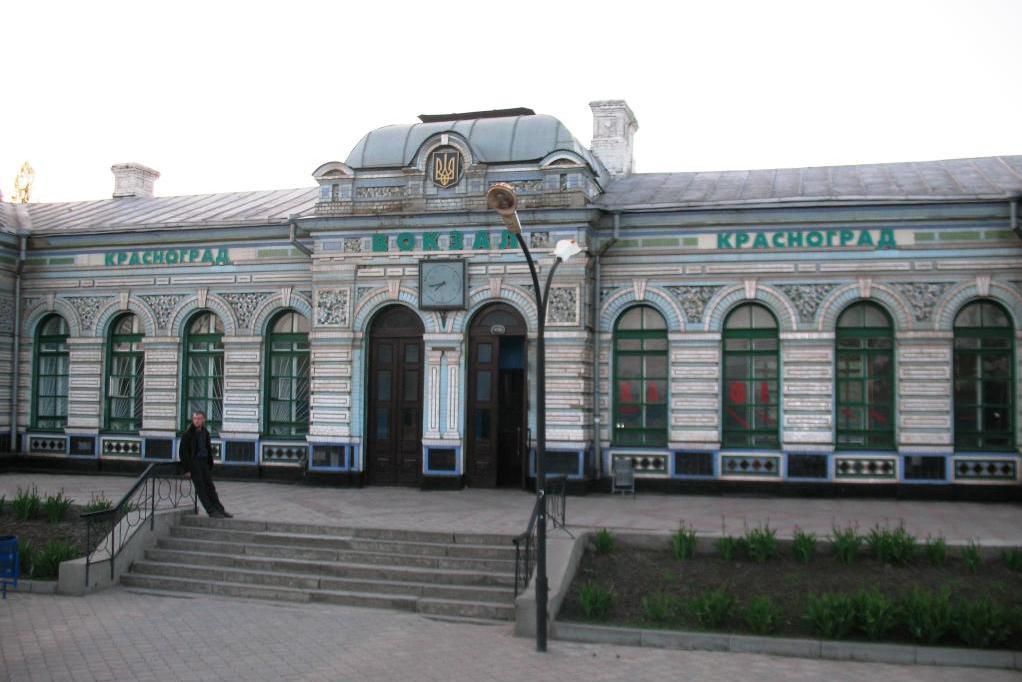
Вокзал станції Берестин
Автовокзал
Поштове відділення зв'язку № 1
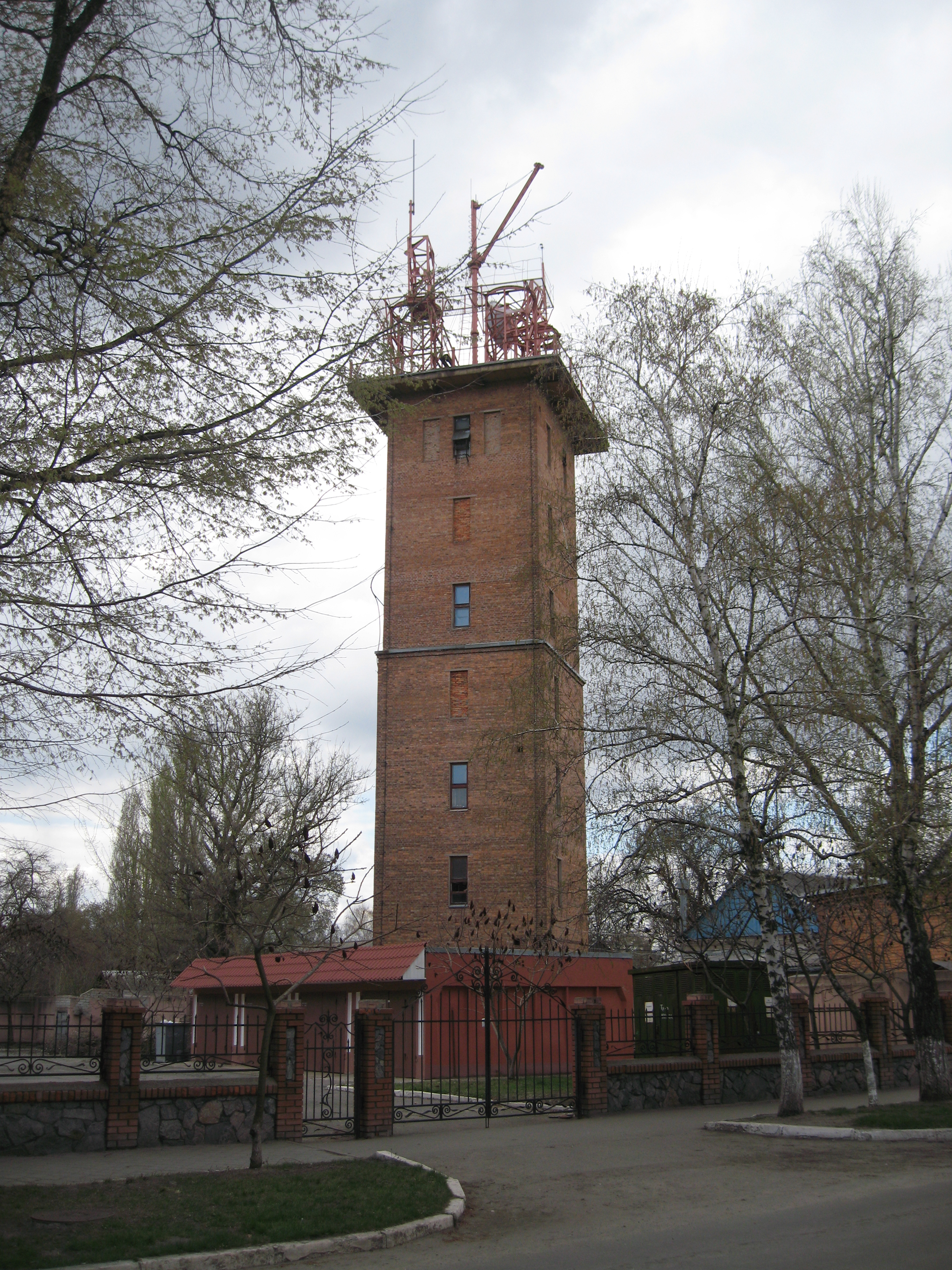
Будівля Укртелекому

## Соціальна сфера та культура
Житловий фонд Берестина становить 396 тис. м² з них 56 % — громадський. Забезпеченість житлом 14,3 м² на 1 особу. Зелені масиви й насадження Берестина займають 504 га.
Сфера обслуговування й культури представлена 4 загальноосвітніми, музичною, художньою й спортивною школами, 2 лікувальними установами, 16 бібліотеками разом з міською публічною бібліотекою, 7 клубними установами. Є медичний коледж, професійний ліцеї, педагогічний коледж, сільськогосподарський коледж. Працює краєзнавчий музей, молодіжний центр.

## Пам'ятники
У місті встановлено меморіальний комплекс «Братські могили», де поховані солдати Червоної армії, що загинули у боях за місто під час Другої світової війни, розстріляні нацистами 47 мирних жителів міста, 96 естонських стрільців, які загинули під Берестином у роки Української революції. Також існують меморіальний комлекс ліквідаторам аварії на ЧАЕС, пам'ятний знак воїнам-інтернаціоналістам, воїнам-прикордонникам, воїнам морського флоту, пам'ятний знак Тризуб на честь 25-ї річниці Незалежності України, пам'ятний знак: літак Су-7, танк Т-34.

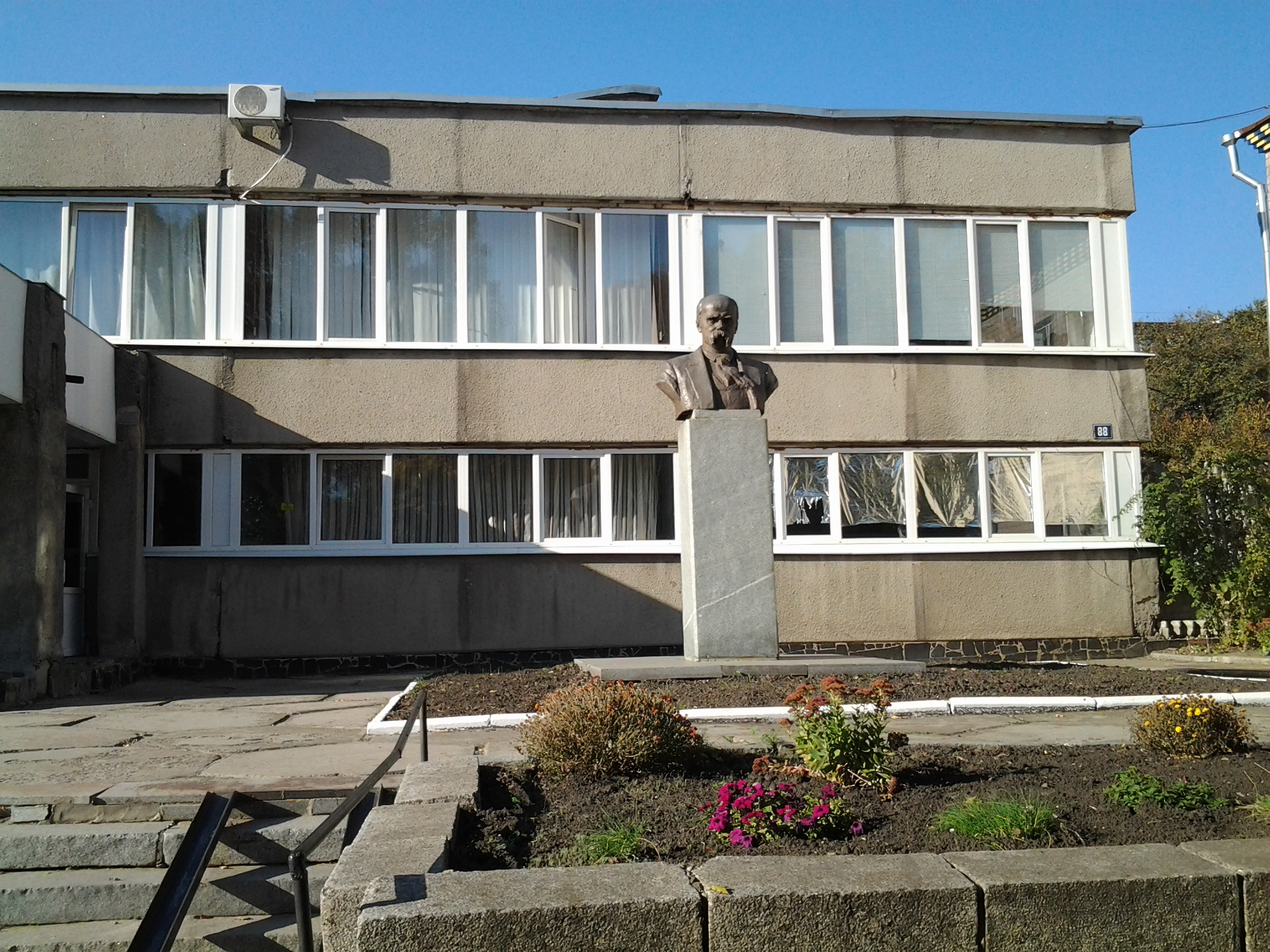
Пам'ятник Шевченку біля публічної бібліотеки
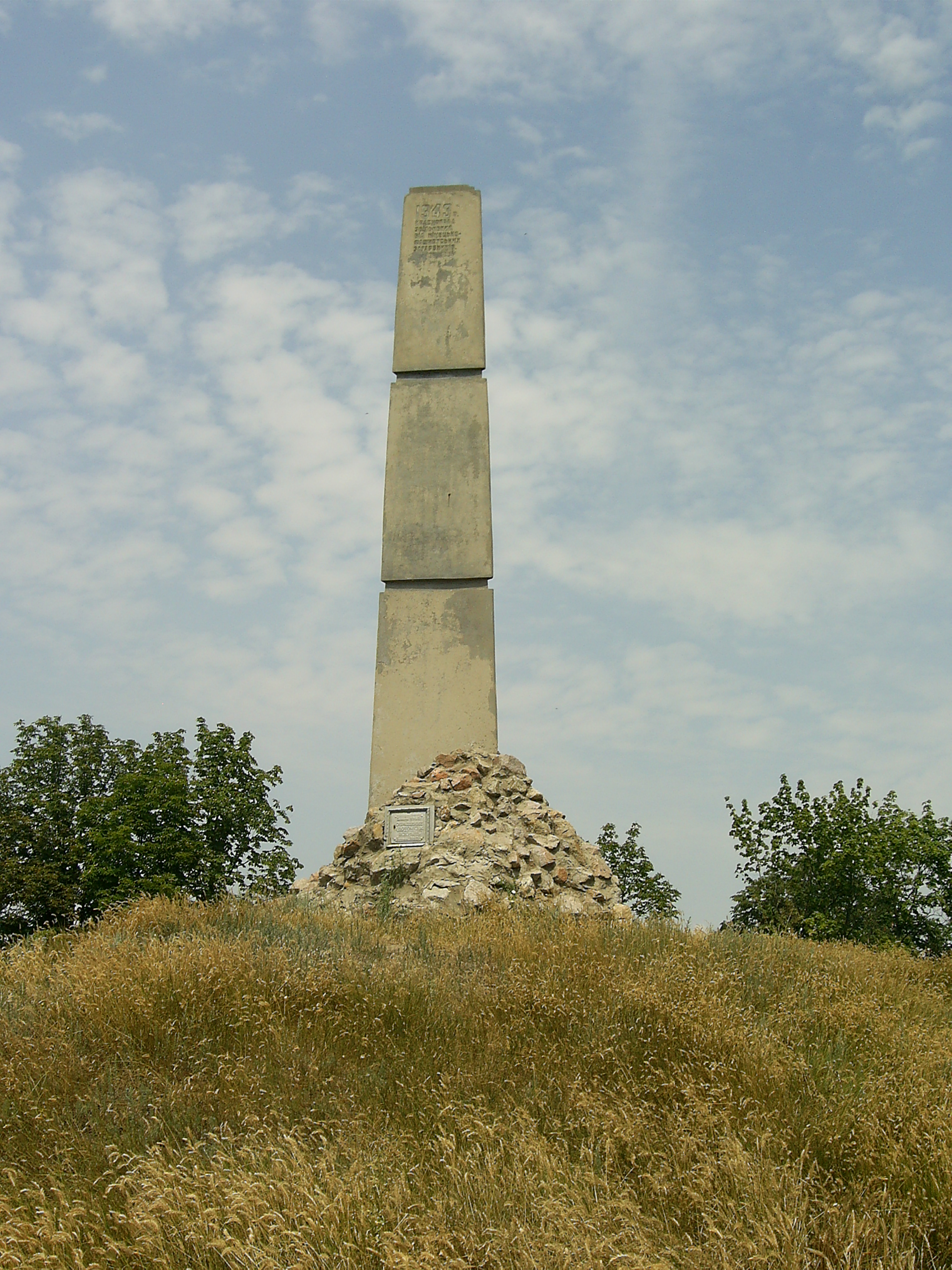
Стела, де зберігалась капсула часу 1967 року
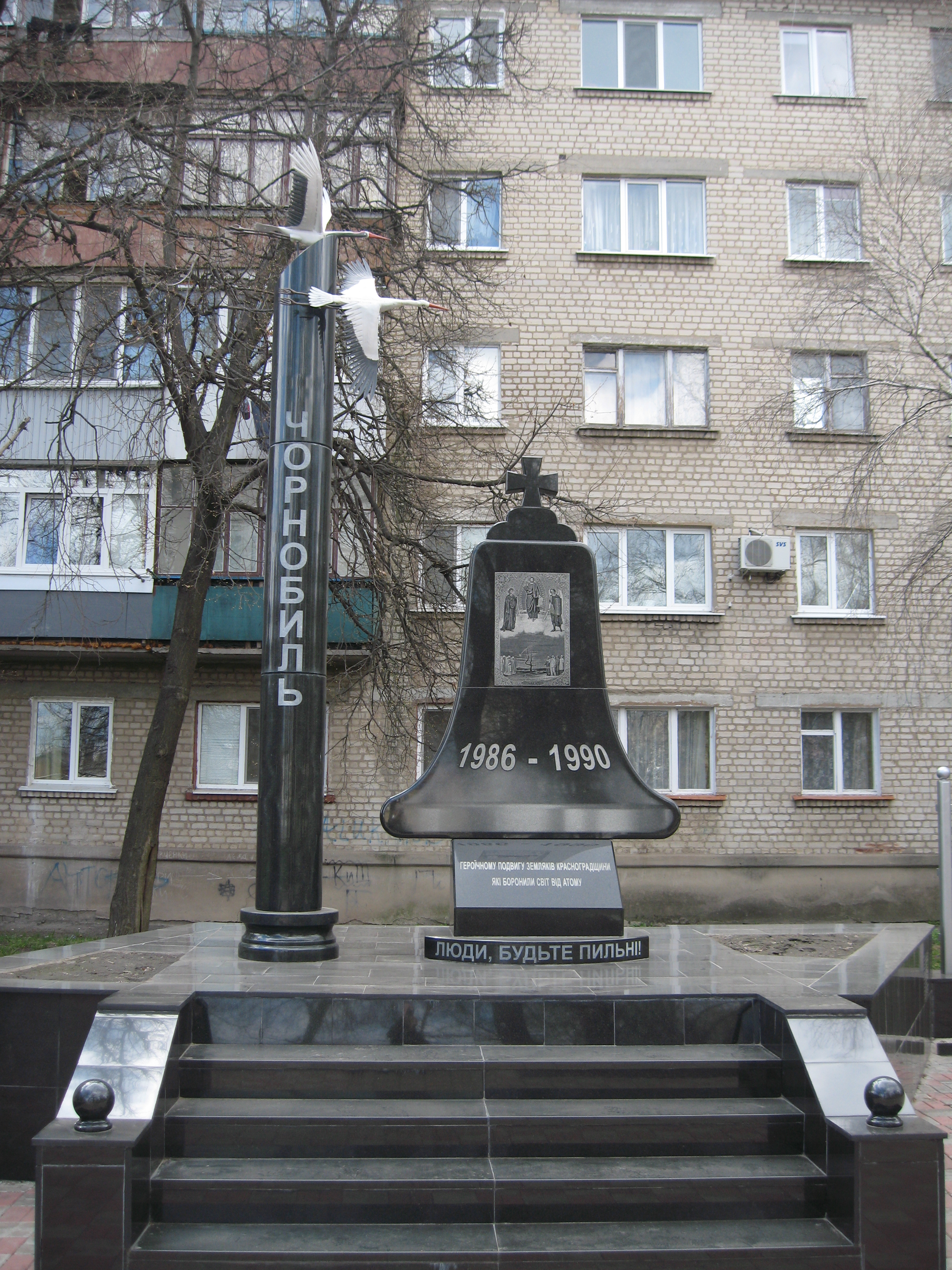
Меморіальний комплекс на честь героїчного подвигу земляків у ліквідації аварії Чорнобильської АЕС
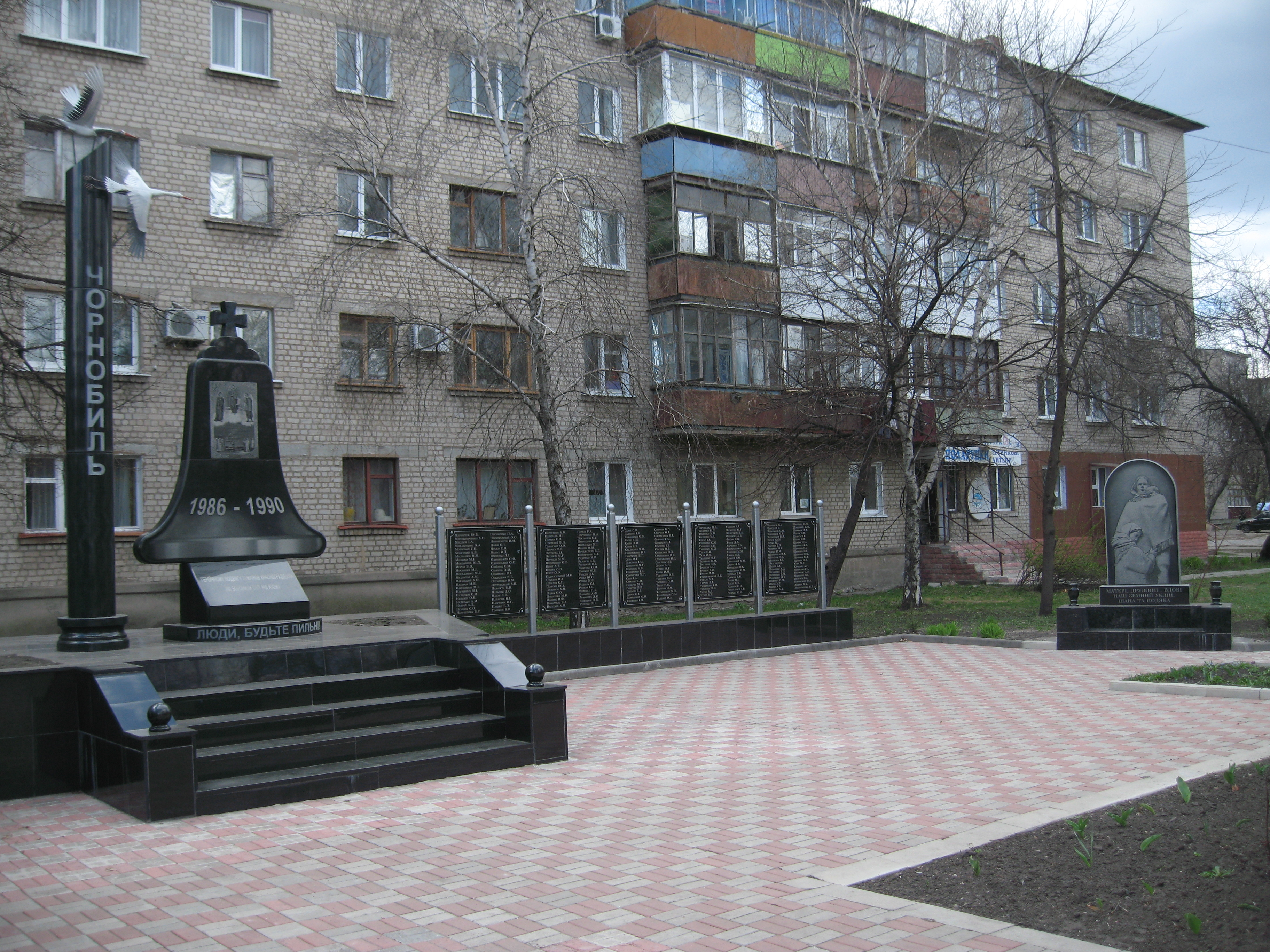
Меморіальний комплекс на честь героїчного подвигу земляків у ліквідації аварії Чорнобильської АЕС. Вид збоку
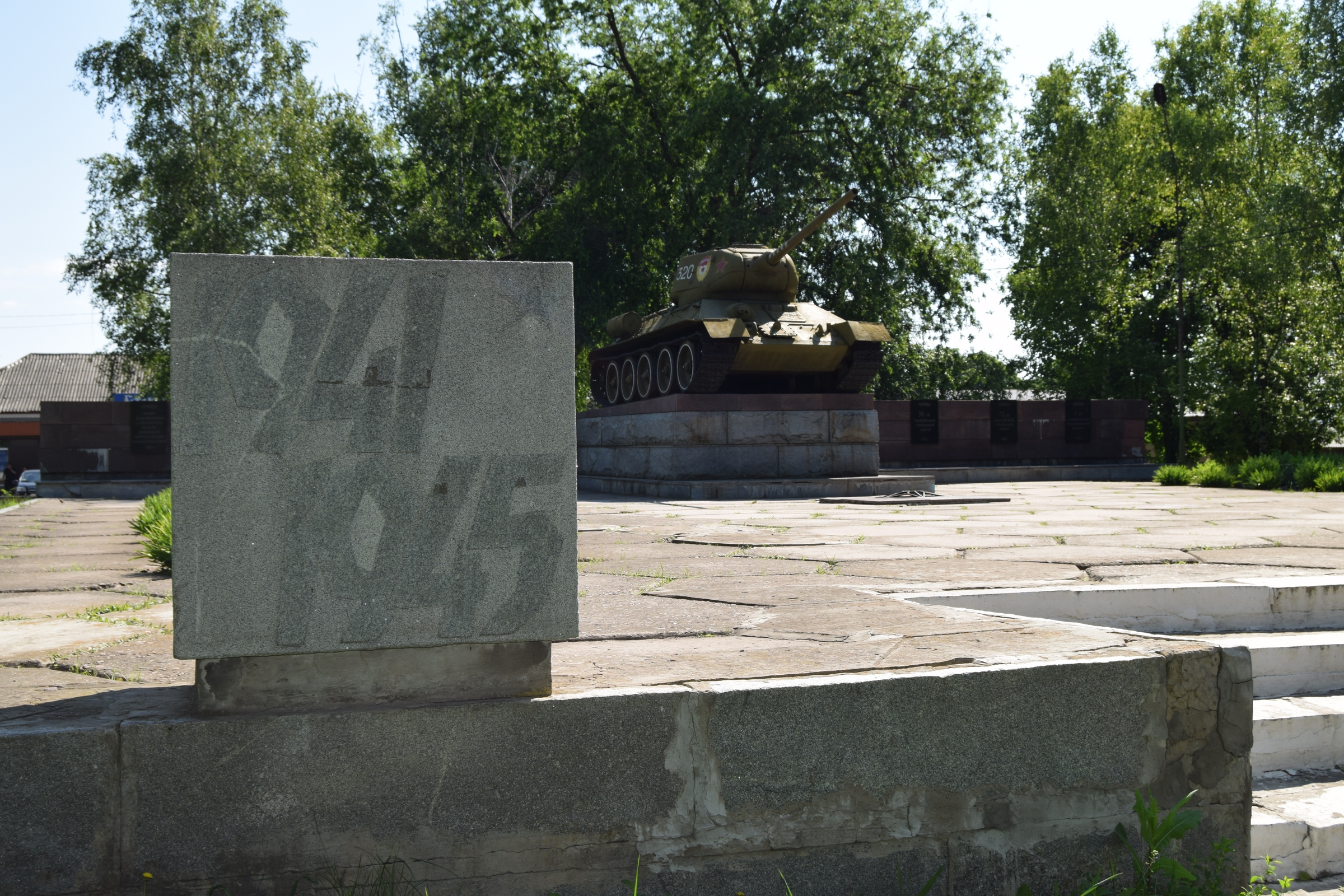
Пам'ятний знак воїнам-визволителям — танк Т-34
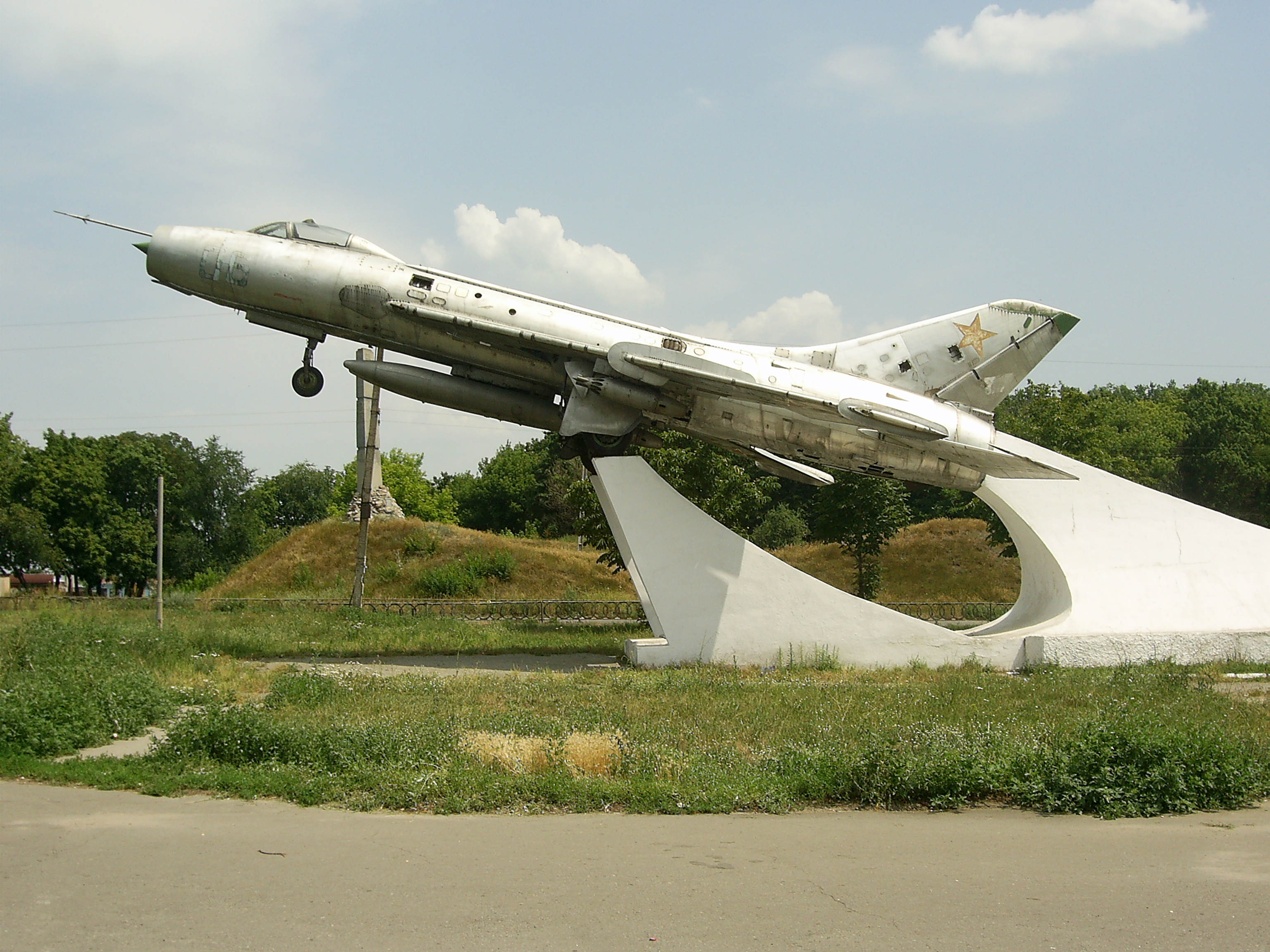
Пам'ятний знак радянським льотчикам — бойовий літак Су-7
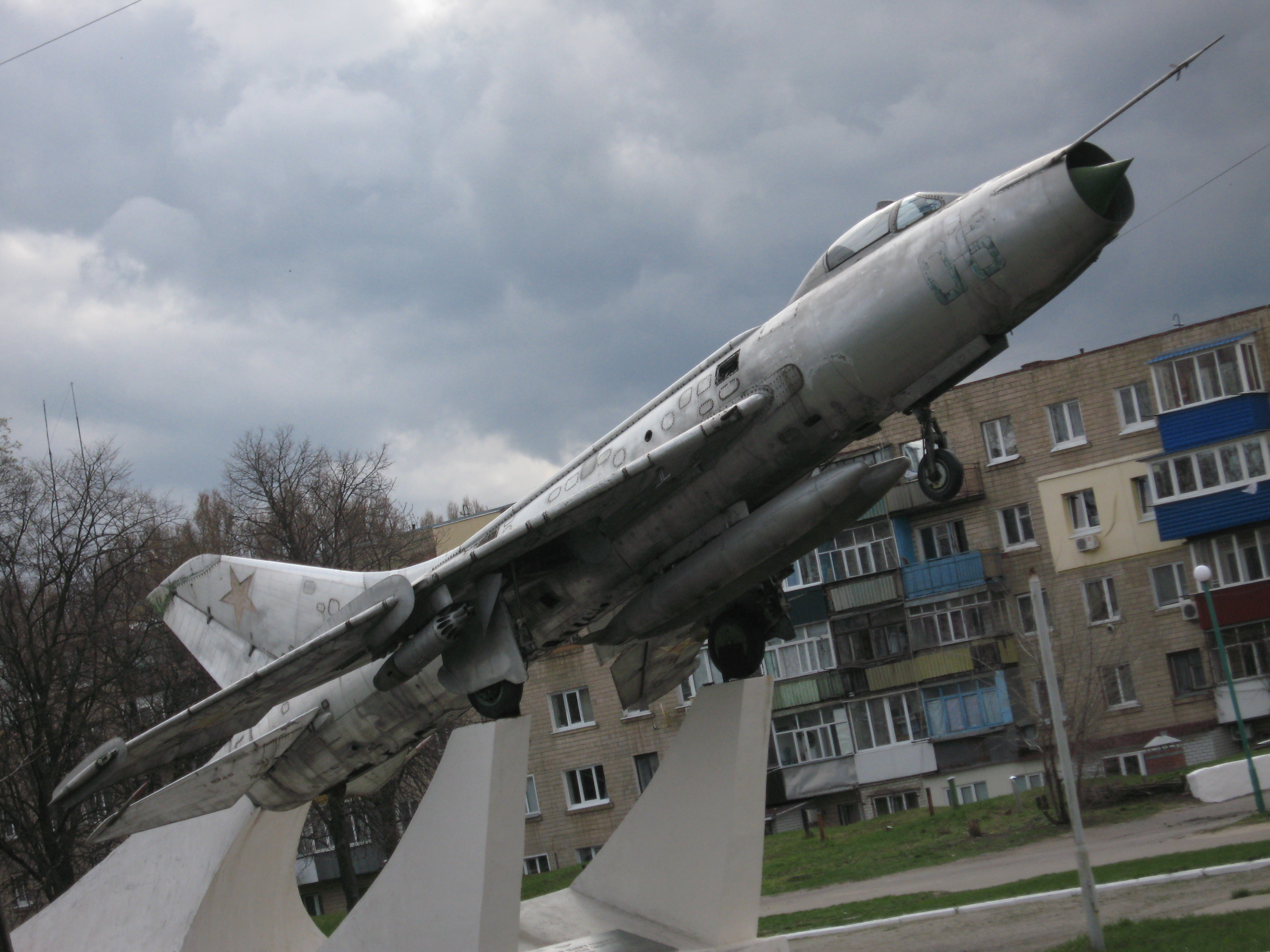
Пам'ятний знак льотчикам-захисникам — літак Су-7
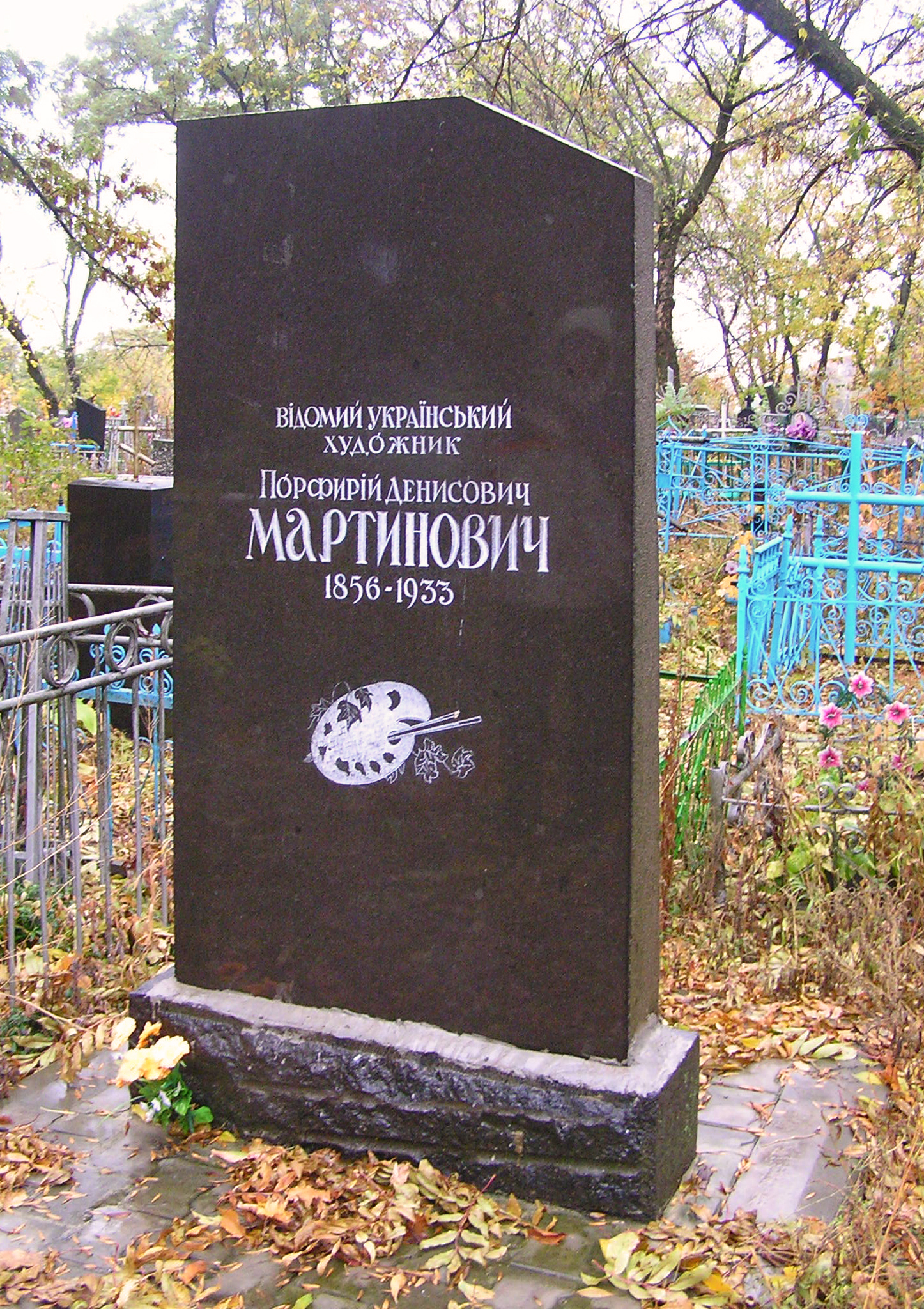
Могила етнографа-художника Порфирія Мартиновича

## Персоналії
- Євстаф'єв Микита Павлович (1814 — 4 (16) серпня 1883) — український лексикограф.
- Томас Стівенс — відомий американський мандрівник, який у 1890 році відвідав місто та написав книгу «Мустангом через Росію» (англ. Through Russia on a Mustang)[16].
- Будяк Юрій Якович (1879—1943) — український письменник та поет, член літературної організації «Плуг».
- Ващенко-Захарченко Олександр Петрович — підполковник Армії УНР[17]:73
- Васильєв Вадим Васильович (1933—2017) — український театральний актор. Народний артист України (1993).
- Крикля Роман Олегович (1991) — український професійний кікбоксер, чемпіон світу.
- Кованько Олександр Сергійович (1893—1975) — український та російський математик, професор, доктор фізико-математичних наук.
- Корчак-Чепурківський Овксентій Васильович (1857—1947) — уродженець міста Берестина, Міністр народного здоров'я Української Народної Республіки.
- Кудрявцев Павло Омелянович — генерал-поручник Армії УНР (посмертно)[17]:226.
- Марченков Станіслав Павлович (1994—2024) — старший матрос Збройних сил України, учасник російсько-української війни.
- Толубко Володимир Федорович (1914—1989) — народився в Берестині. Радянський військоначальник, член ЦК КПРС, Герой Соціалістичної Праці, головний маршал артилерії.
- Мартинович Порфирій Денисович (24 лютого (7 березня) 1856 — 15 грудня 1933) — живописець, графік, фольклорист і етнограф, дослідник кобзарства. 1873—1880 навчався в Петербурзькій академії мистецтв. З ініціативи Мартиновича в Берестині було засновано краєзнавчий музей.
- Копиленко Олександр Іванович (1900—1958) — український письменник.
- Первомайський Леонід Соломонович (справжнє ім'я — Гуревич Ілля Шльомович) (1908—1973) — український письменник. Лауреат Сталінської премії другого ступеня (1946).
- Грінченко В'ячеслав Олександрович (1938—1998) — оперний співак, народний артист СРСР (1980).
- Ревзіна Віра Ісаківна — член Української Центральної Ради.
- Соммер Андрій Йосипович (1897—1966) — Герой Радянського Союзу, генерал майор танкових військ.
- Толубко Володимир Борисович (нар. 1948) — радянський та український військовий діяч, педагог, доктор технічних наук, професор, генерал-полковник, ректор Державного університету телекомунікацій.
- Тимошенко Федір Якимович (1915—1945) — Герой Радянського Союзу[18].
- Лунін Андрій Олексійович (нар. 1999) — український футболіст, воротар.
- Мудрик Михайло Петрович (нар. 2001) — український футболіст, півзахисник.

## Галерея

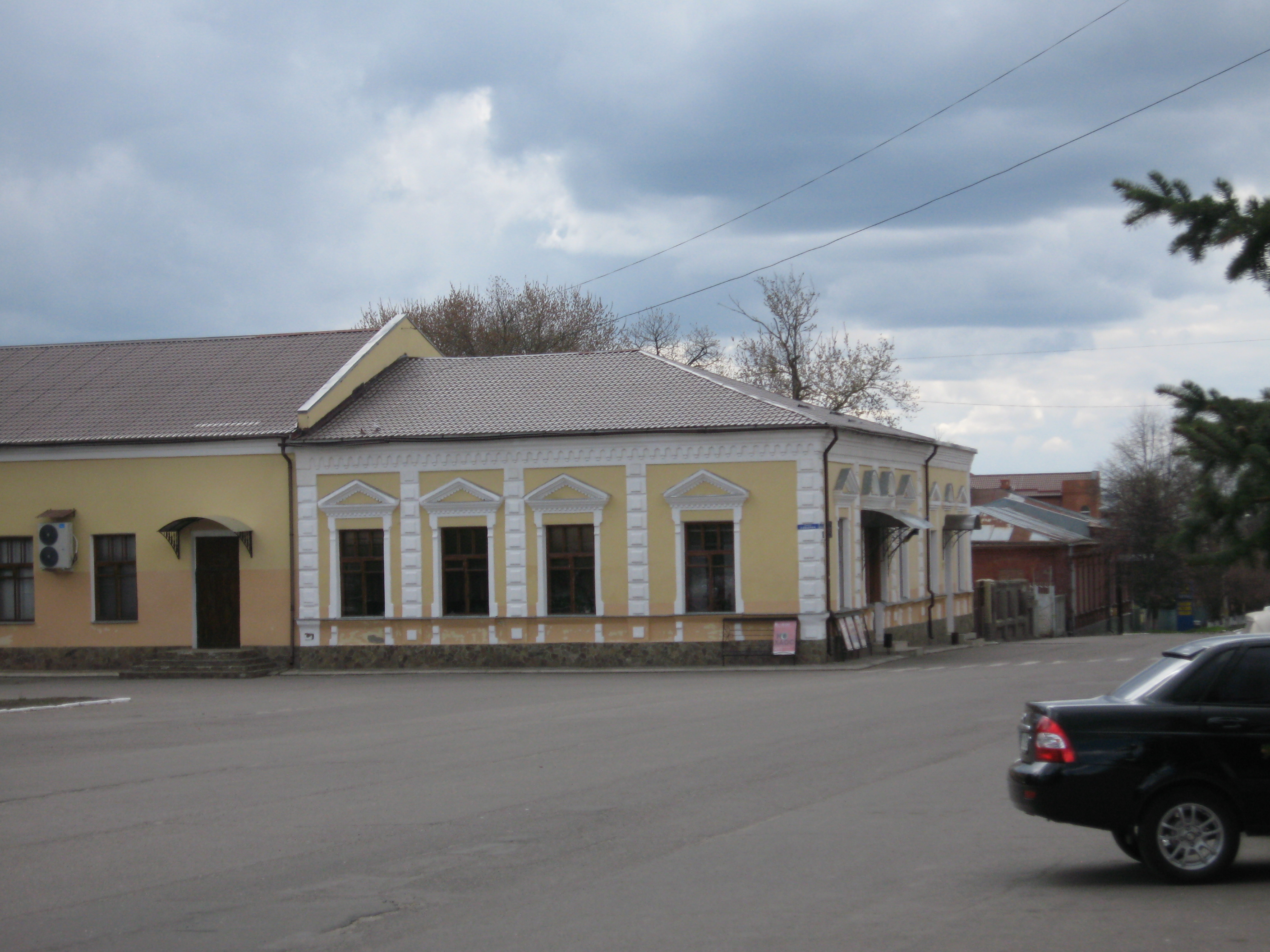
Будинок культури
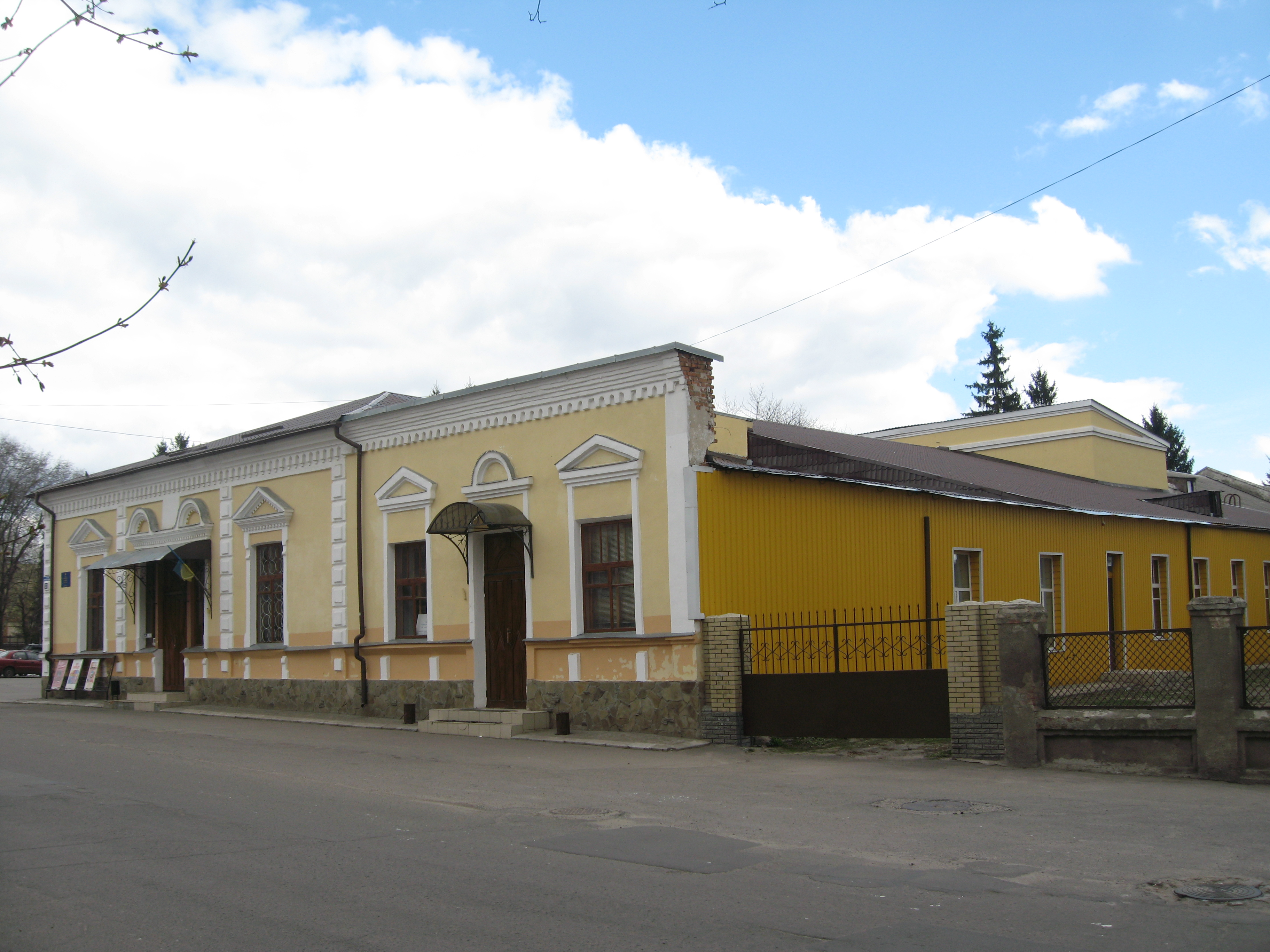
Будинок культури
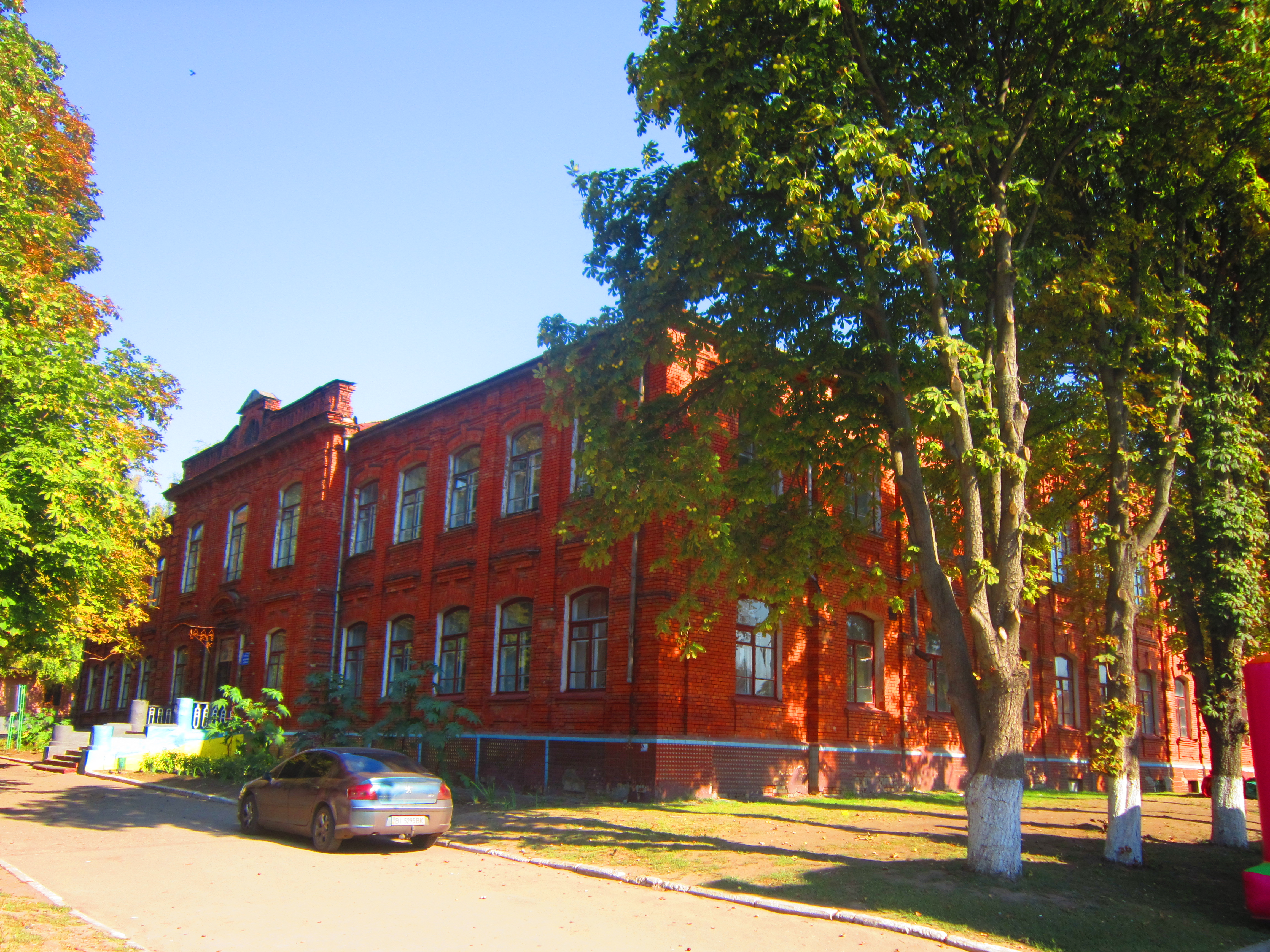
Чоловіча гімназія, збудована 1906 року (нині — корпус сільськогосподарського коледжу)
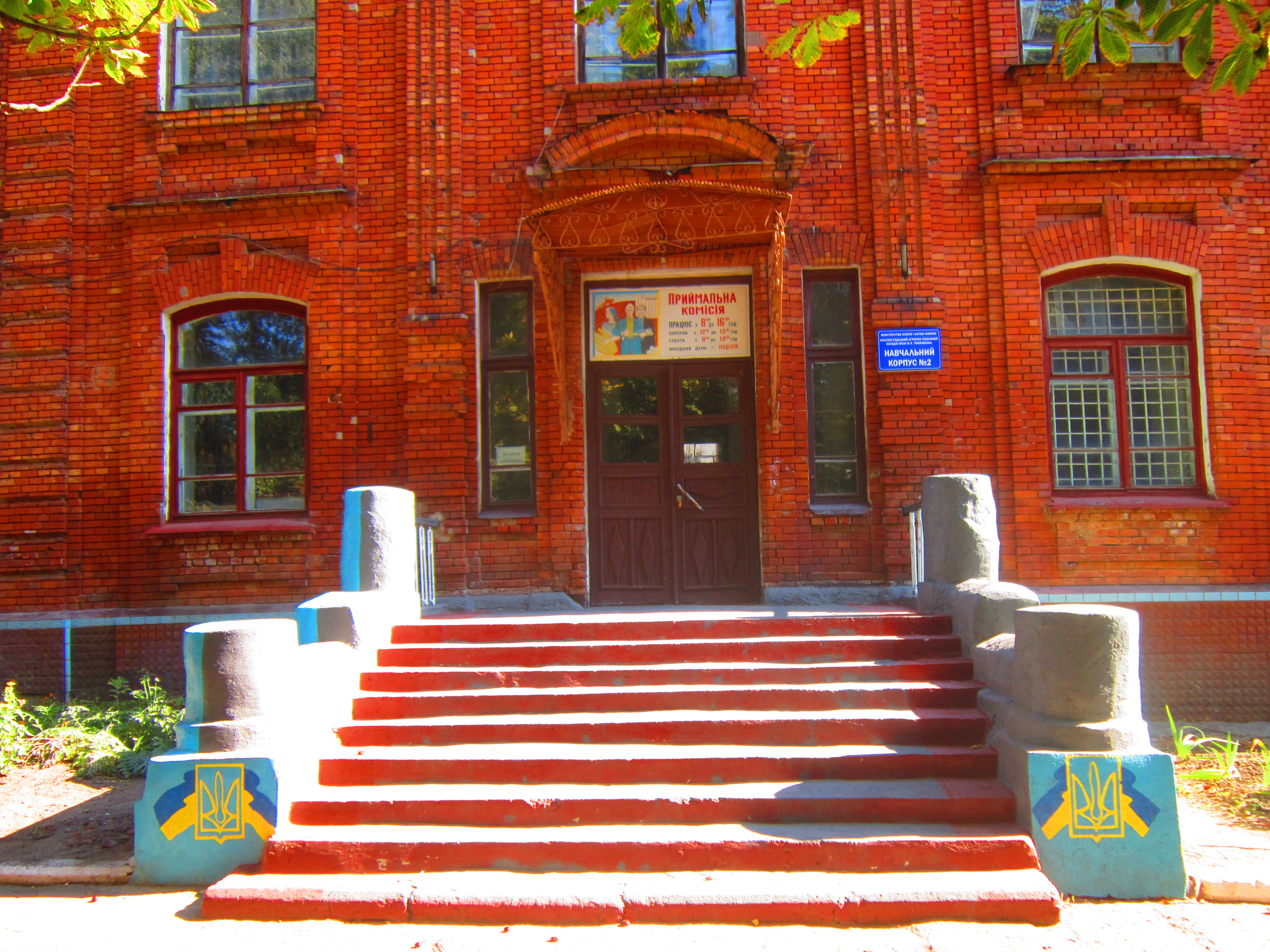
Чоловіча гімназія, збудована 1906 року (нині — корпус сільськогосподарського коледжу)
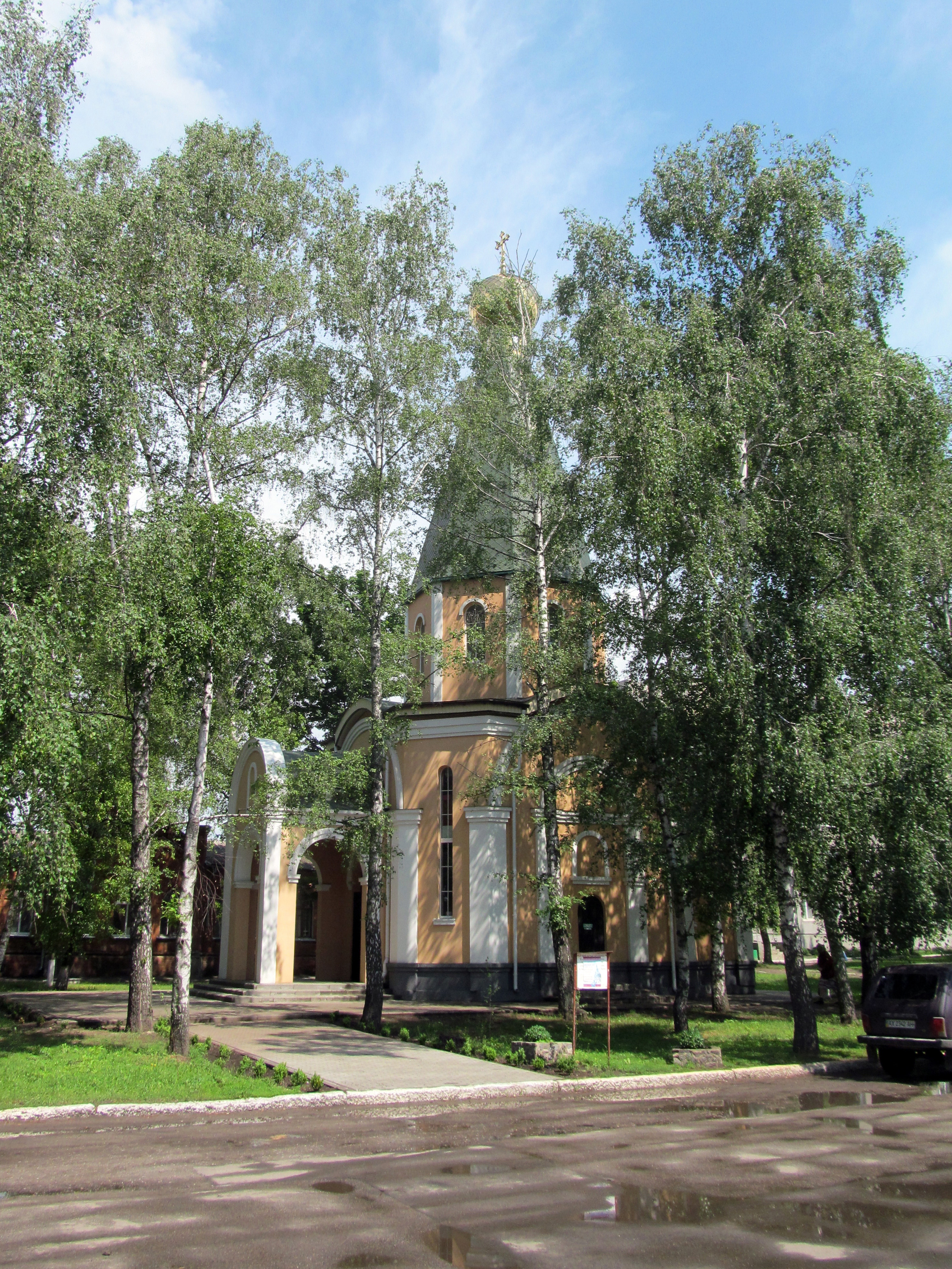
Храм Луки Кримського (Войно-Ясенецького) при районній лікарні
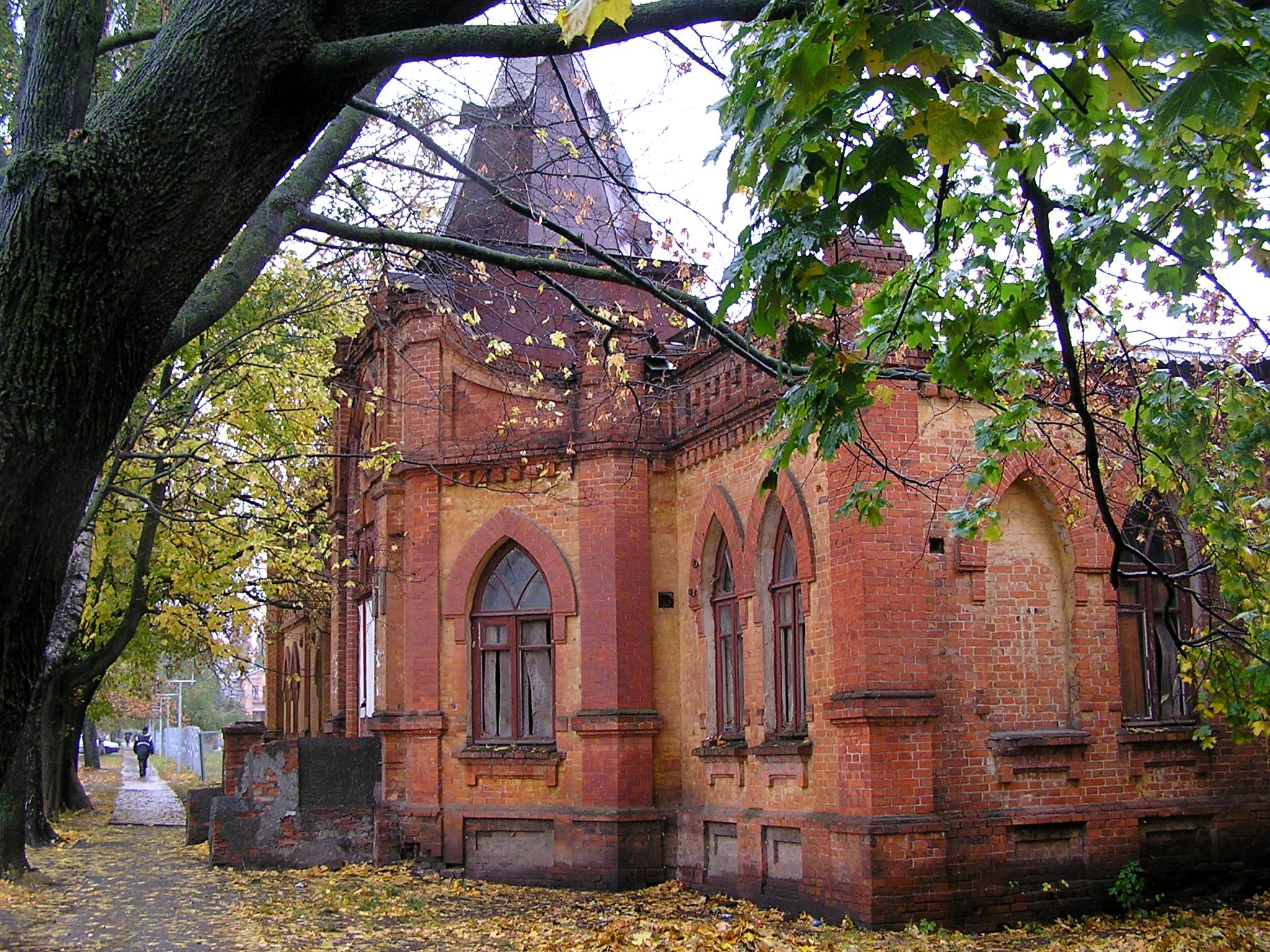
Колишня земська лікарня (1914)[19] року. Лікарня Шиндлера Р. Ф.
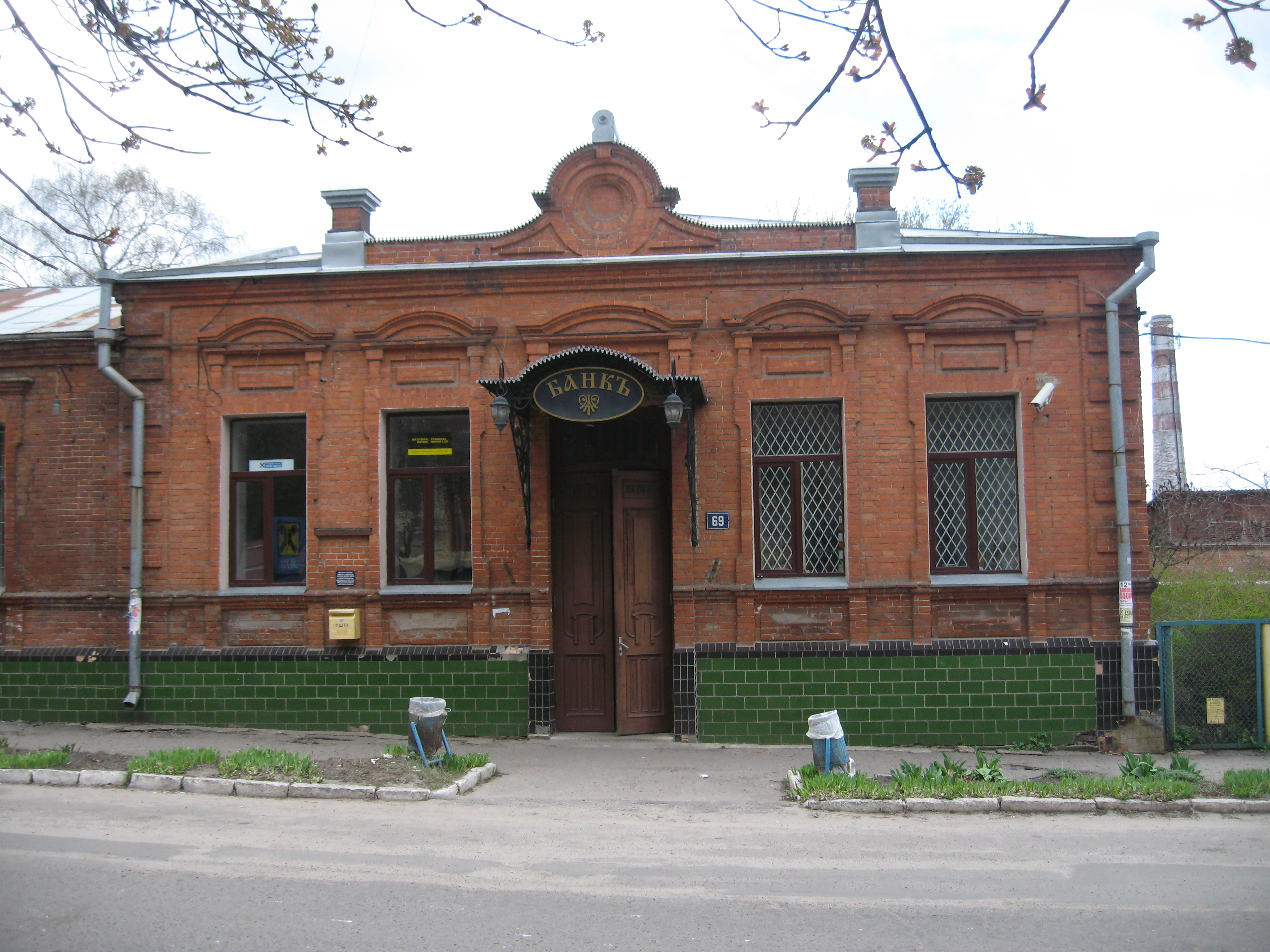
Пам'ятка архітектури «Російсько-азіатський банк»
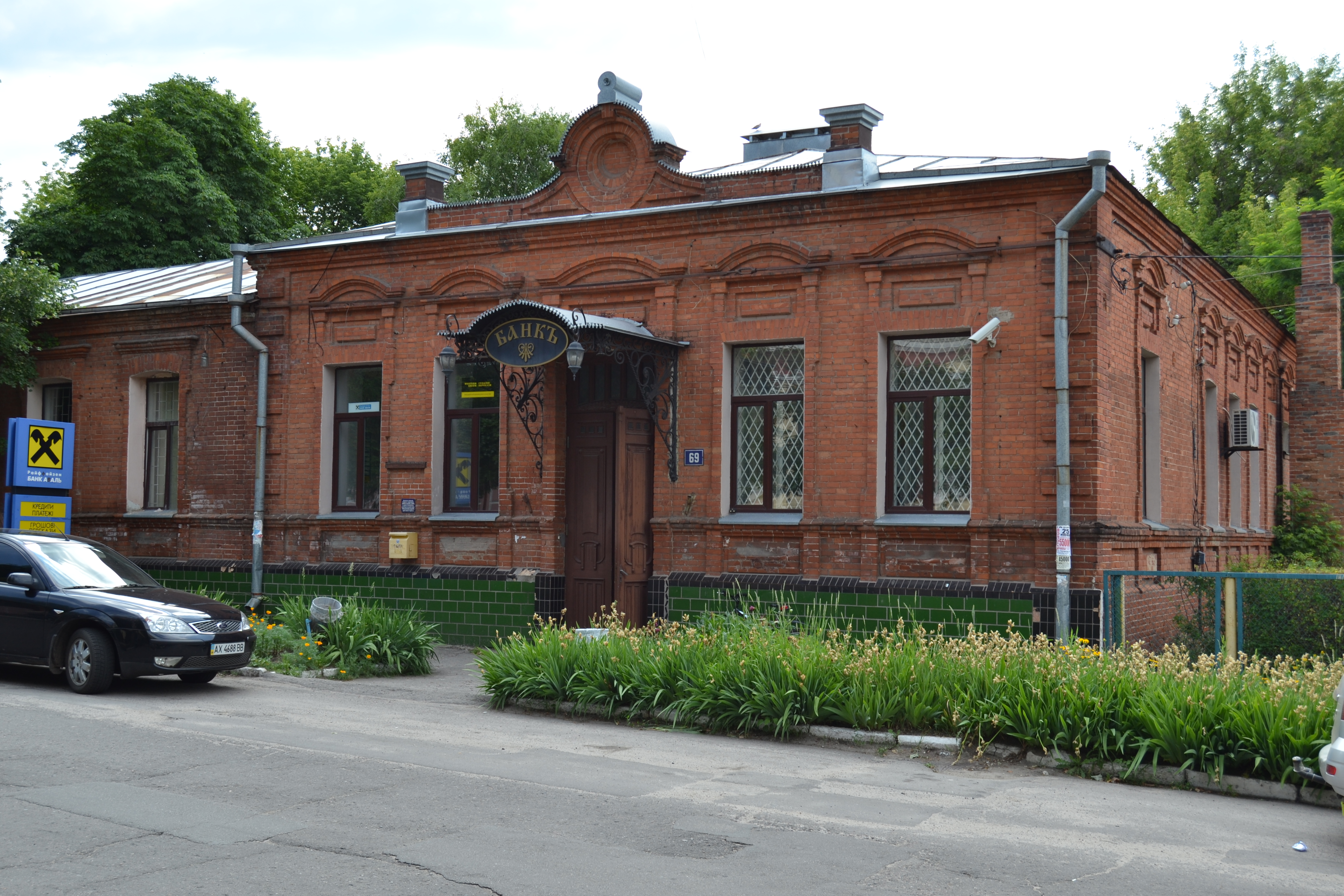
Російсько-азіатський банк
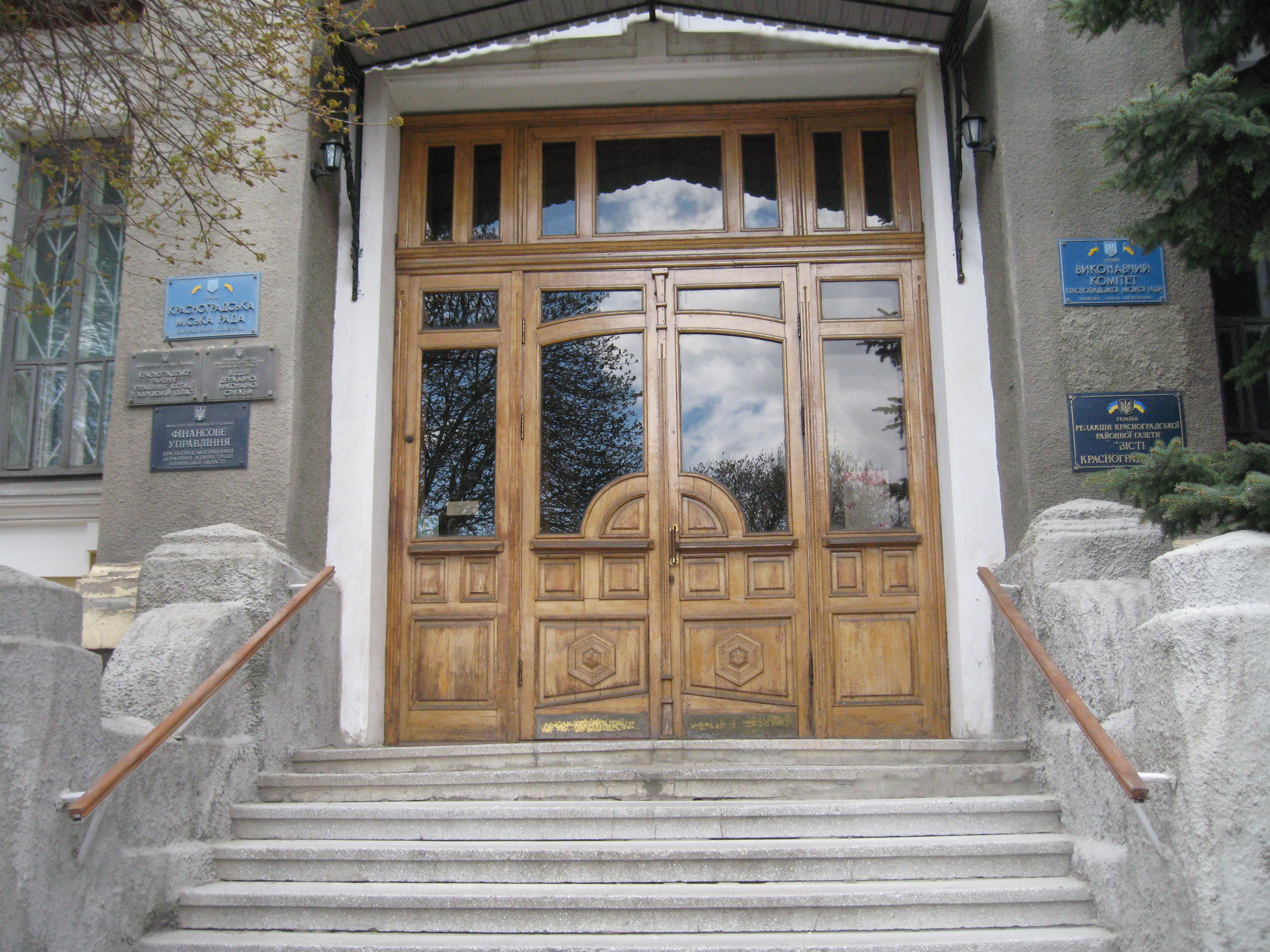
Земська управа (центральний вхід)
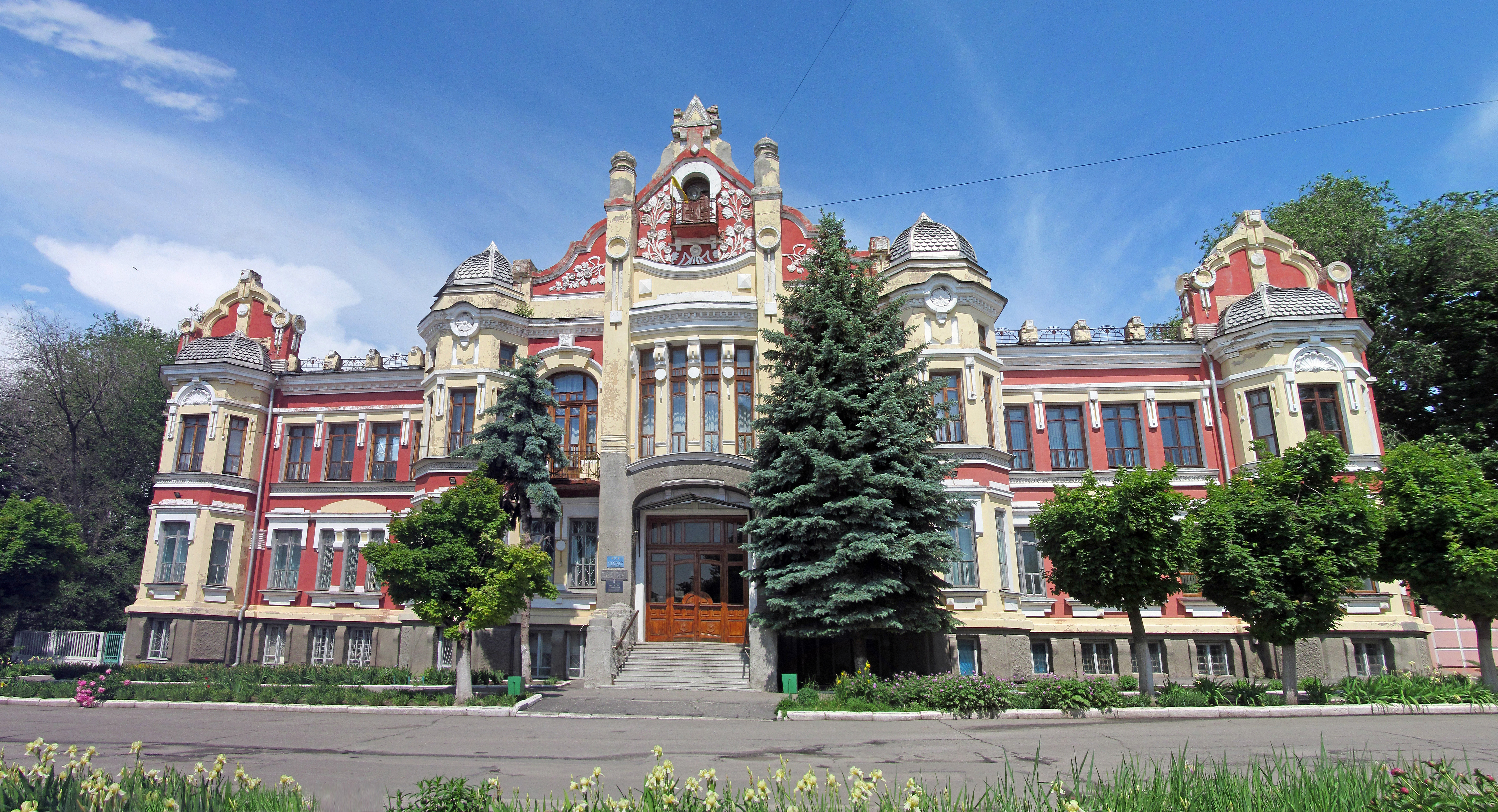
Земська управа
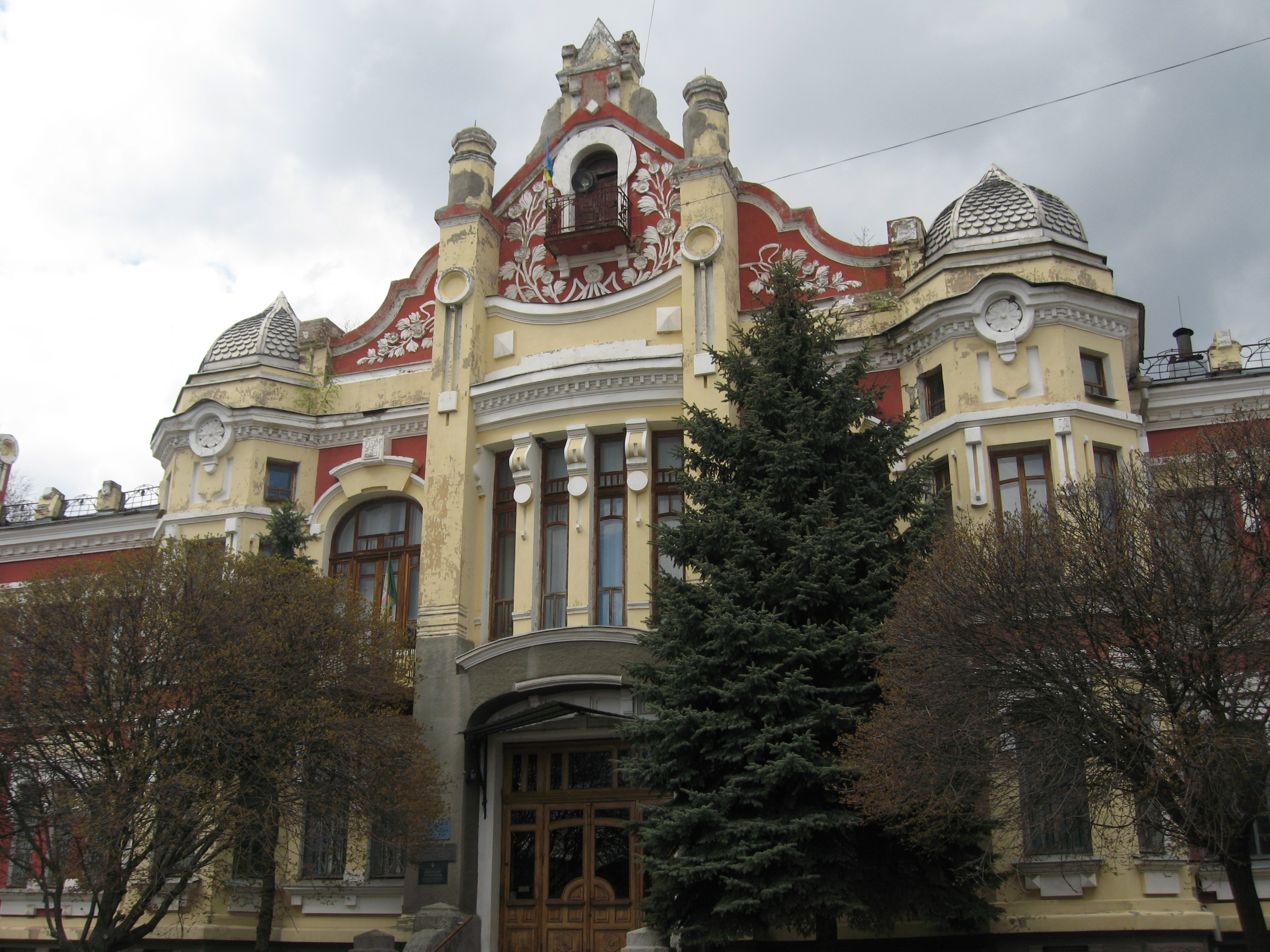
Земська управа (нині — міська рада, редакція місцевої газети)
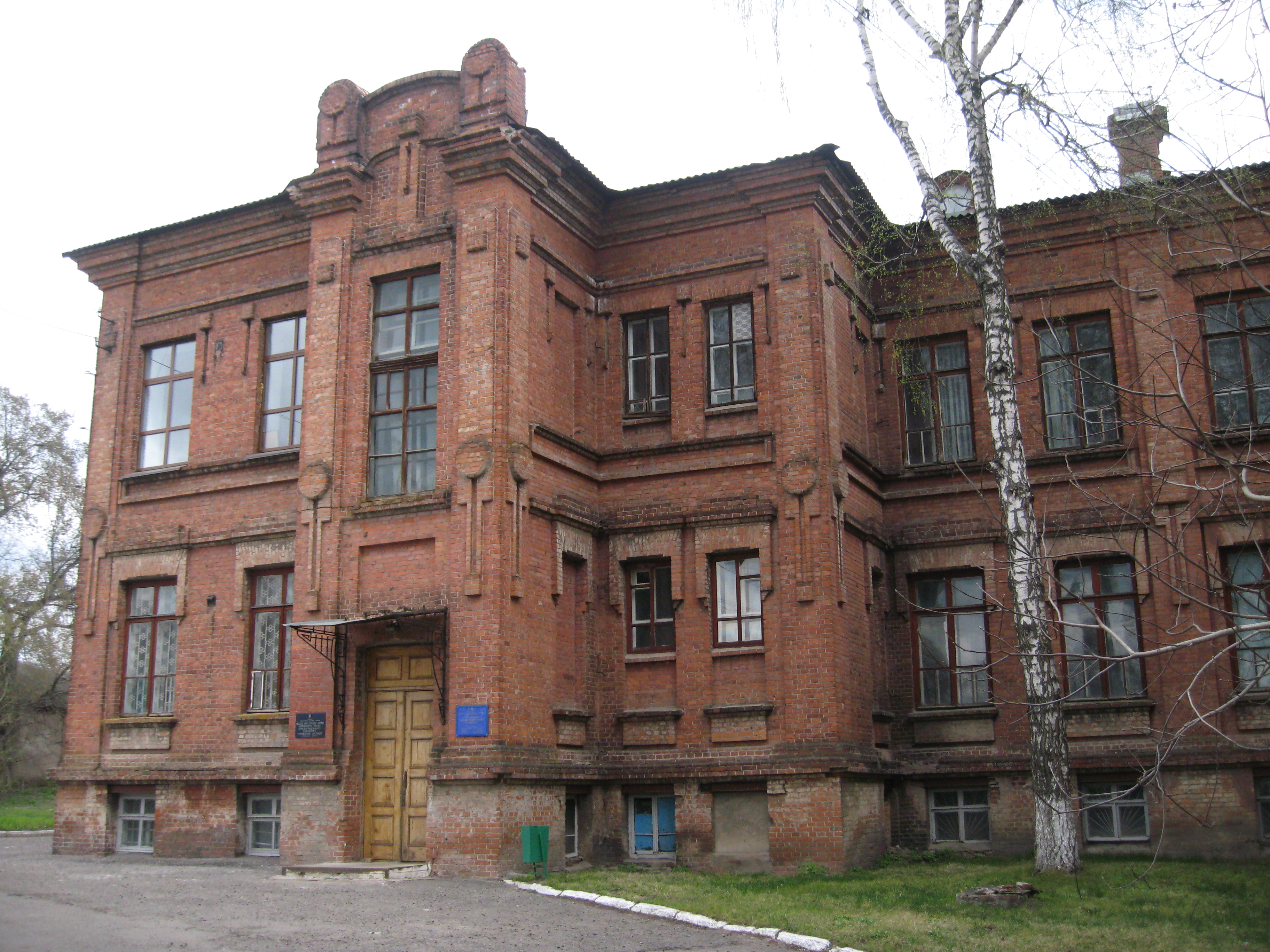
Земська управа (краєвид з двору)
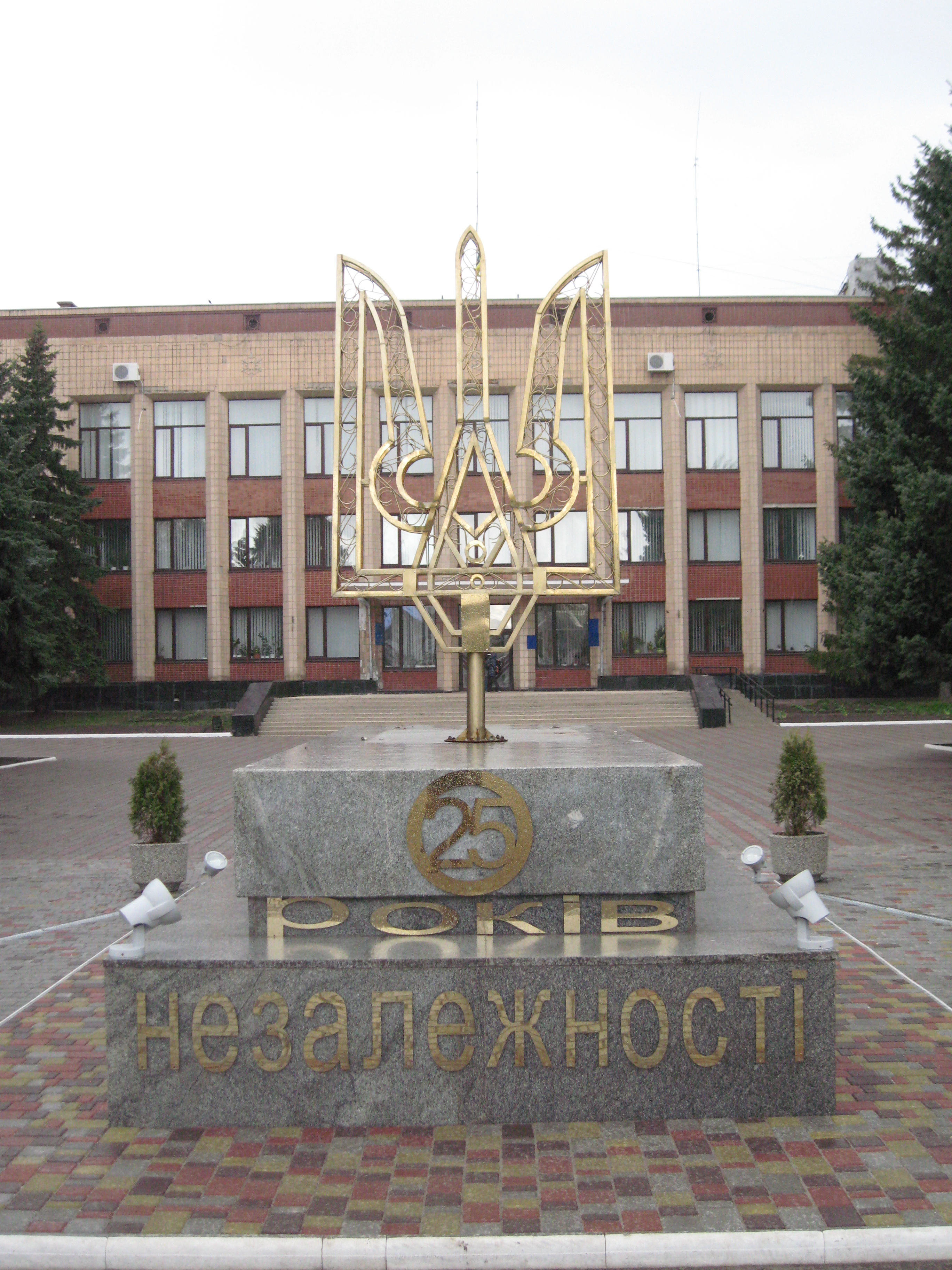
Пам'ятний знак на честь 25-ї річниці Незалежності України
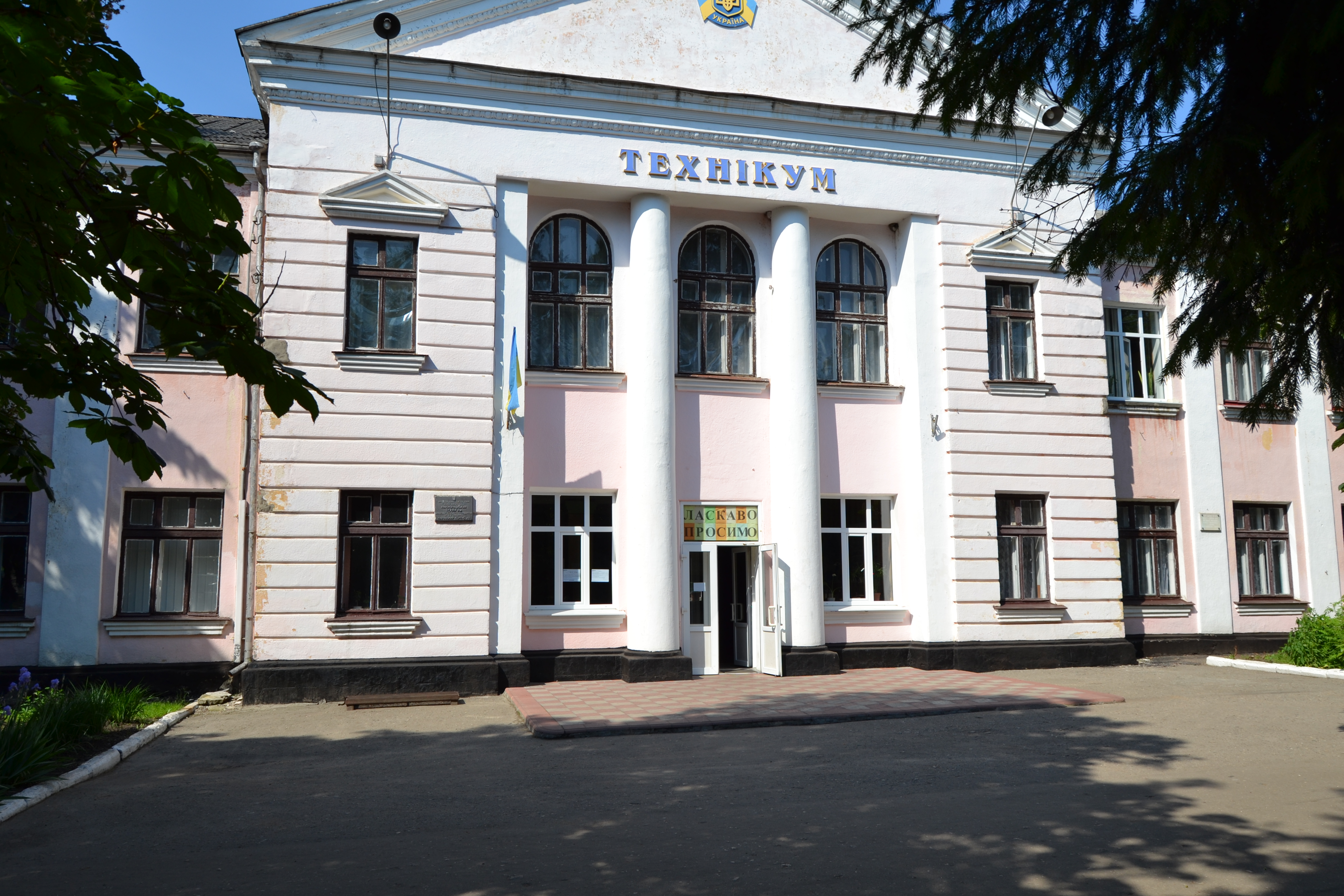
Сільськогосподарський коледж імені Ф. Я. Тимошенка[ru]
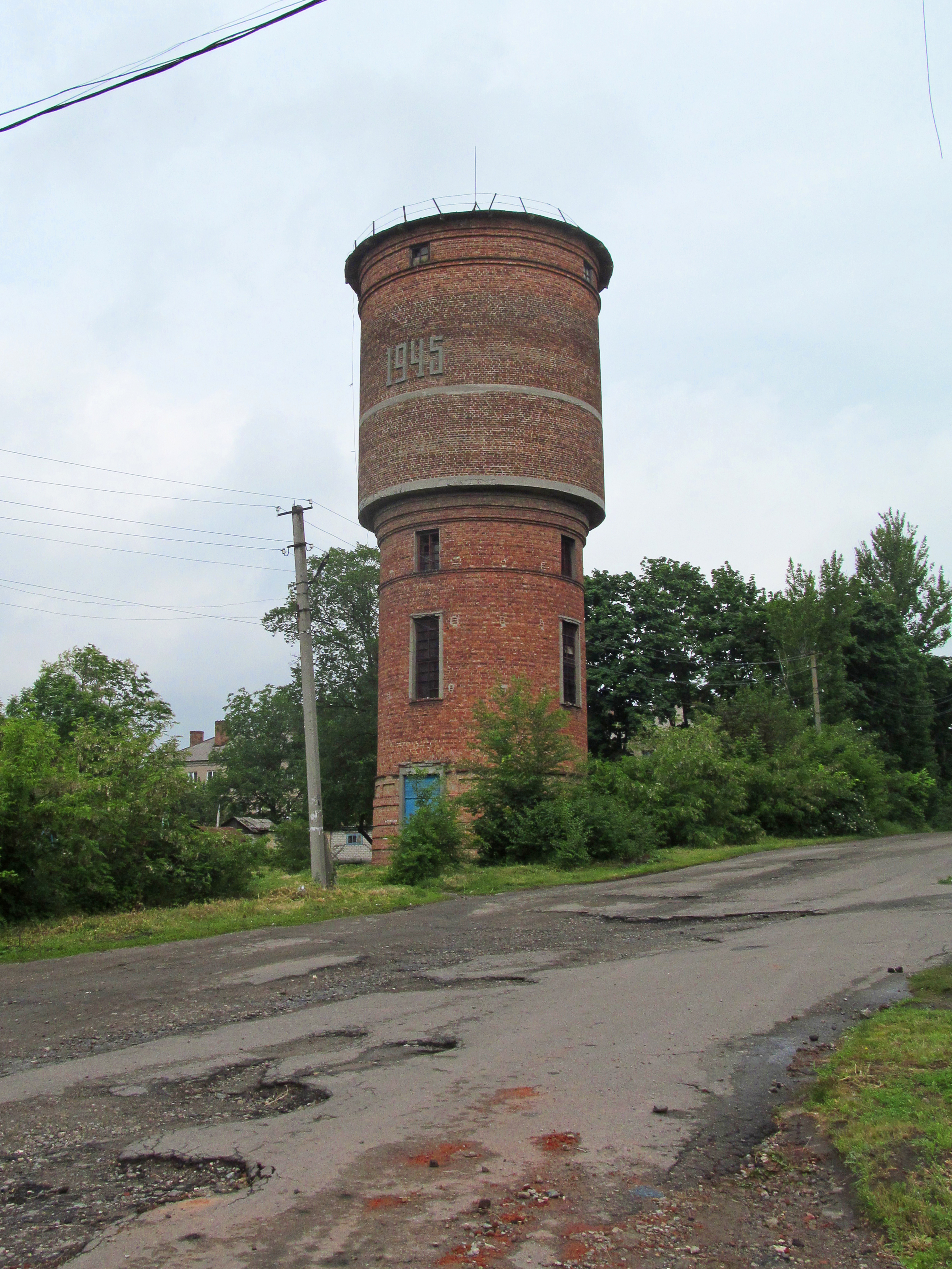
Водонапірна вежа